# ピッケルハウベ

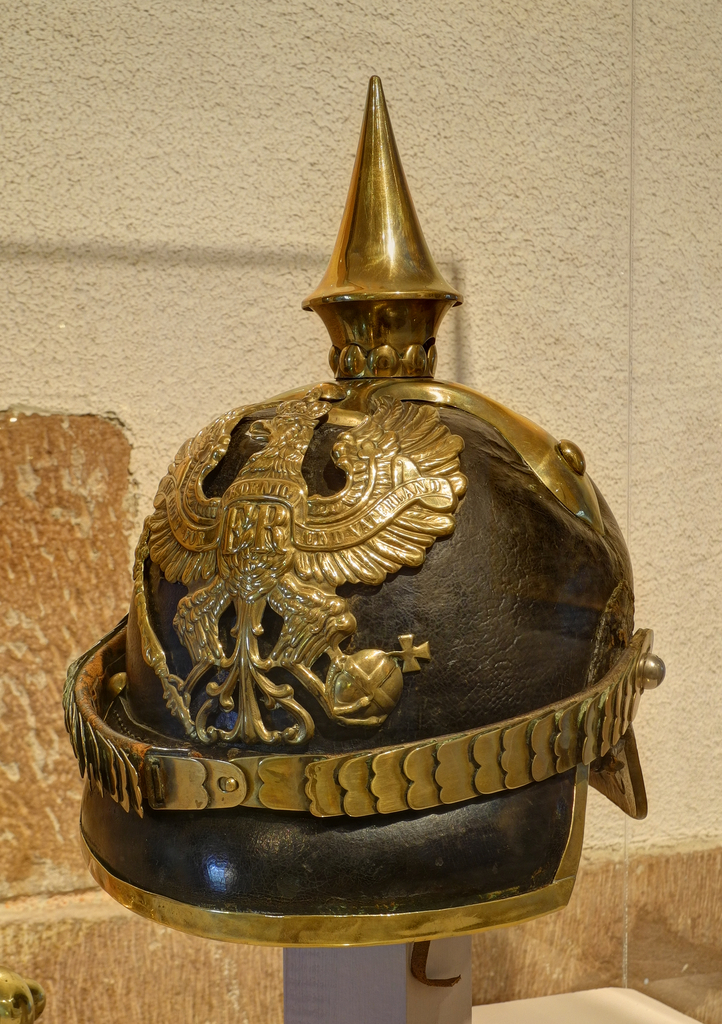
プロイセンのピッケルハウベ

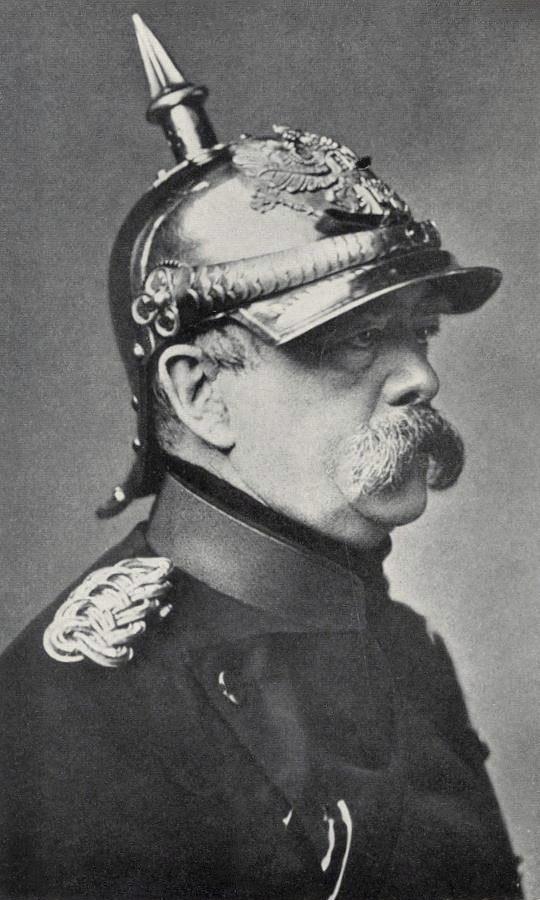
胸甲騎兵用のピッケルハウベを着用したオットー・フォン・ビスマルク

ピッケルハウベ（独：Pickelhaube／Pickel（鶴嘴） Haube （ヘッドギア、帽子））は19世紀から20世紀にかけてプロイセンを中心としたドイツの軍隊及び消防や警察で用いられ、時にはドイツ帝国の象徴とされた、頭頂部にスパイク状の頭立が付いたヘルメットである。19世紀後半にはドイツ諸邦の軍隊だけでなく、ロシア、コロンビア、チリ、メキシコ、ポルトガル、ノルウェー、スウェーデン、イギリス等の国が同様のものを採用した。そして、イギリス軍やスウェーデン軍では、部隊によっては現在でも儀礼正装にスパイク付きヘルメットを着用している。また、イギリスの熱帯用防暑ヘルメット（ピスヘルメット（Pith helmet））や警察官用のカストディアンヘルメット（Custodian helmet）のデザインの基にもなった。

## 起源

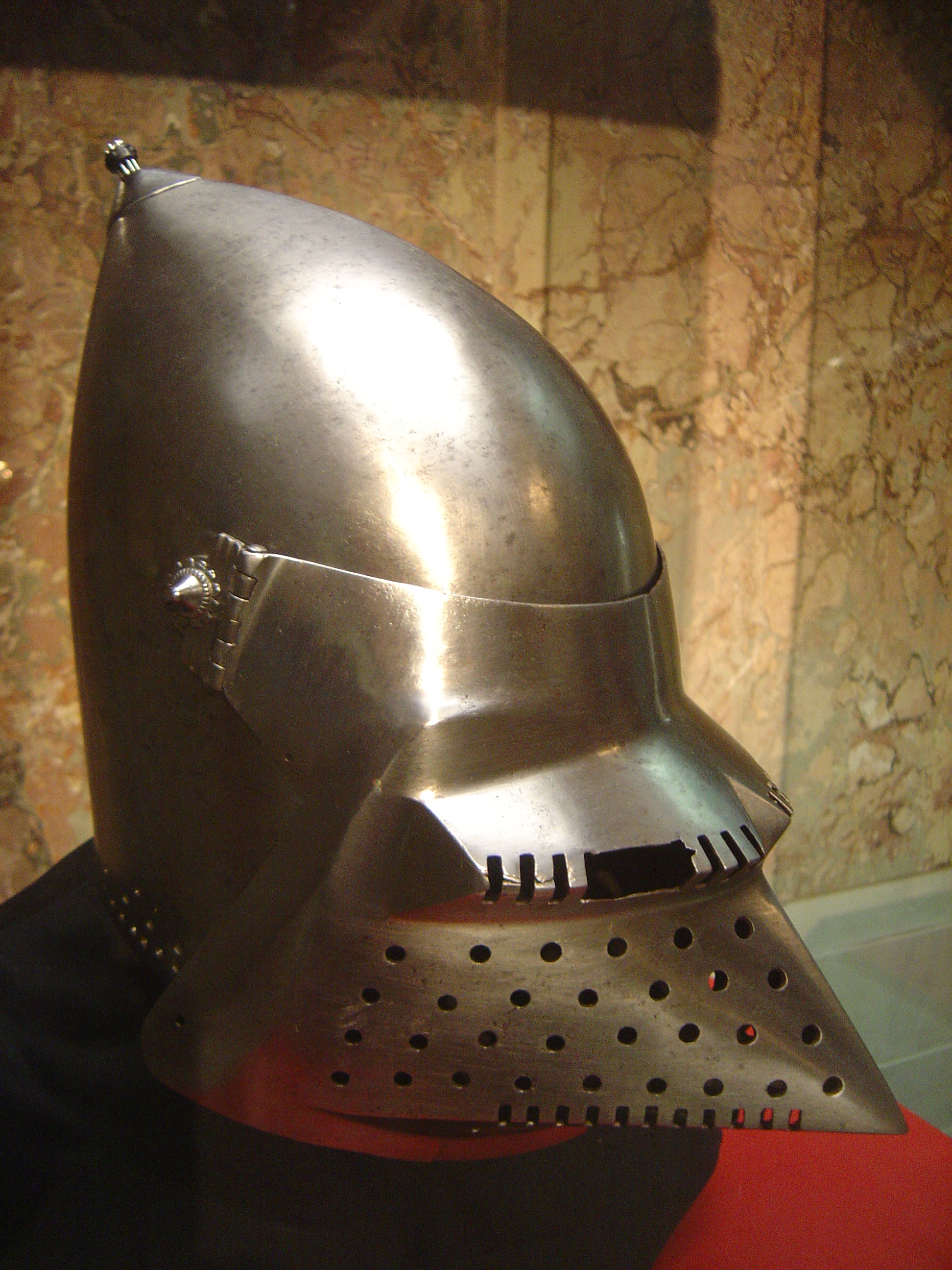
バシネット

中世の頃にはバシネット（ドイツ語でBeckenhaube）から発達した兜が"Beckelhaube" 及び "Bickel hood"に変化し、Pickelhaubeと呼ばれるようになっていた。この、中世に存在した最初のピッケルハウベは面甲を取り外すことができるタイプの重々しい金属製兜であり、主にパイク兵や騎馬火縄銃兵に使用された。また、19世紀初頭の築城工兵が似たようなヘルメットを使用している。
近代的なスパイク付きヘルメットがプロイセンで発明されたかどうかは定かでない。同じ頃、ロシアでも同様のヘルメットが開発されており、その模倣であるのか、或いは別個に考案されたものであるのかは不明である。このロシア製ヘルメットはスパイクの先端にプルーム（Plume）を付けられるようになっており、プロイセン軍でも後に将官等の儀礼正装には同様の飾りを付けるようになった。一説によると、フリードリヒ・ヴィルヘルム4世  が 1842 年ロシアを訪問した際、ツァーリの机の上に置いてあったロシア軍のスパイク付きヘルメットの試作品を見て、それが中世のヘルメットに似ていたため、中世に憧れるロマン主義者として名高いフリードリヒ・ヴィルヘルム4世  はとても気に入り、すぐにこのヘルメットをプロイセン軍に導入した（ロシア軍は1846年）と云われている。一方、バイエルンの消防ヘルメットが基になったという説もある。

## ドイツ

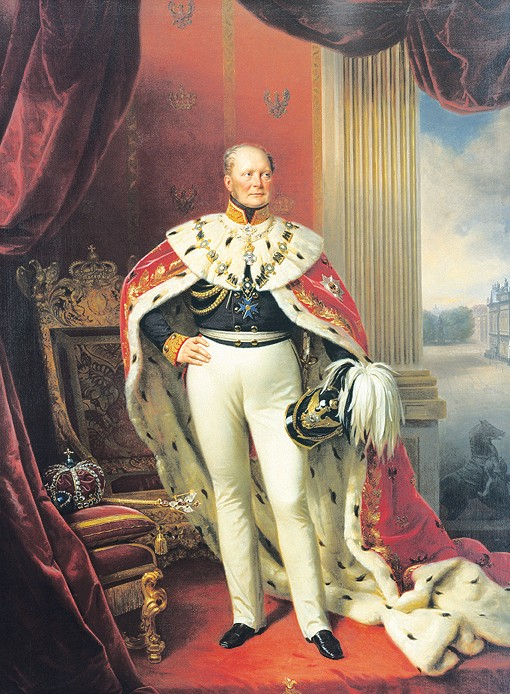
ピッケルハウベを持ったフリードリヒ・ヴィルヘルム4世

プロイセン国王フリードリヒ・ヴィルヘルム4世  が1842年の勅令により、軽騎兵、輜重兵及び槍騎兵を除くプロイセン軍部隊用に新しいヘルメットを制定した（胸甲騎兵用は1843年）。このスパイク付きヘルメットはピッケルハウベ（Pickelhaube）と命名され、1843年から支給された。ピッケルハウベは他のドイツ諸邦にも急速に広がり、1849年にオルデンブルク、1870年と1887年にバーデンで採用され、従来のシャコー帽に取って代わった。バイエルン王国は1886年、ドイツ諸邦としては最後に、それまでのラウペンヘルム（Raupenhelm）に代えて採用した。また、プロイセン等の警察にも採用された。
プロイセン軍部隊の中でも、当初は採用しなかった輜重兵は1903年にシャコー帽からピッケルハウベへ切り替え、槍騎兵は1867年に従来使用して来たポーランド槍騎兵風のチャプカ(Tschapka)をピッケルハウベの変形タイプに代えた。一方、
狙撃兵と猟兵は1854年から再びシャコー帽を使用した。

### 特徴と変遷

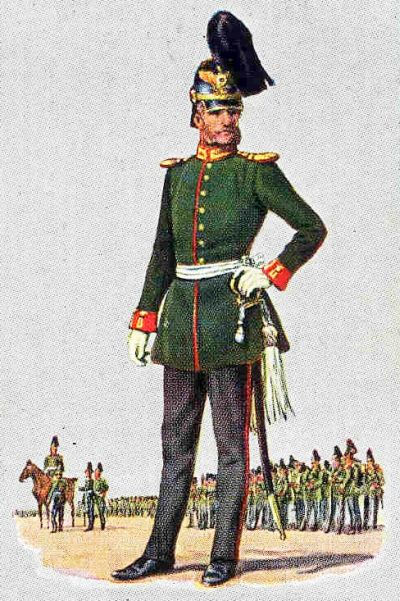
1842年式ピッケルハウベを着用した1850年頃のプロイセン近衛猟兵。猟兵がピッケルハウベを使用した期間は短く、1842年式しか使用していない。

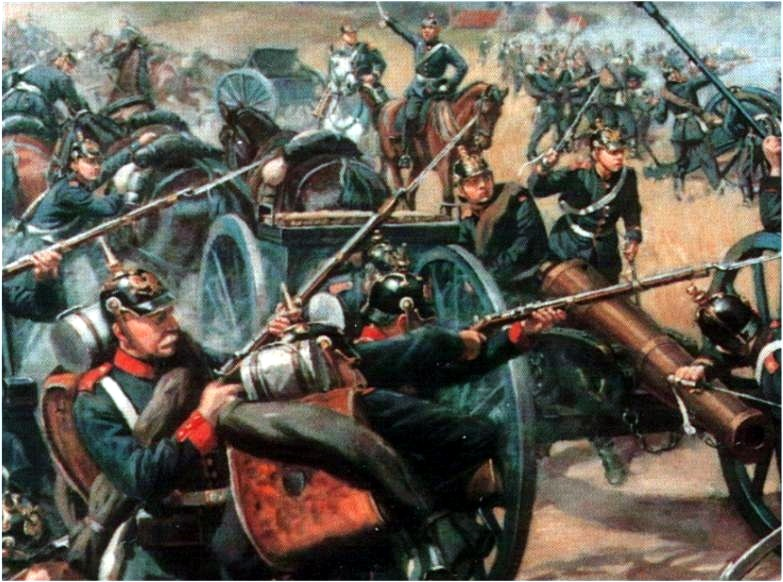
ランゲンザルツァの戦い（普墺戦争）で攻撃を受けるプロイセン砲兵。手前では歩兵が攻撃を防いでいる。

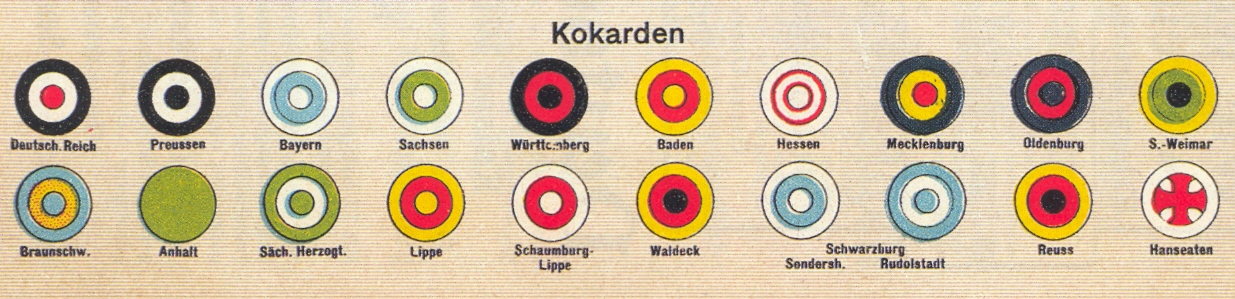
ドイツ帝国の円形章。上段左からドイツ帝国、プロイセン王国、バイエルン王国、ザクセン王国、 ヴュルテンベルク王国、 バーデン大公国、ヘッセン大公国、メクレンブルク＝シュヴェリーン大公国及びメクレンブルク＝シュテレリッツ大公国、オルデンブルク大公国、ザクセン＝ヴァイマル＝アイゼナハ大公国。下段左からブラウンシュヴァイク公国、アンハルト公国、ザクセン諸公国（ザクセン＝マイニンゲン公国、ザクセン＝アルテンブルク公国、ザクセン＝コーブルク＝ゴータ公国）、リッペ侯国、シャウムブルク＝リッペ侯国又はブレーメン自由ハンザ都市或いはヘッセン大公国略帽用、ヴァルデック侯国、シュヴァルツブルク＝ゾンデルスハウゼン侯国、シュバルツブルク＝ルードルシュタット侯国、ロイス・エルテレ・リーニエ侯国及びロイス・ユンゲレ・リーニエ侯国、リューベック自由ハンザ都市（ハンブルクは内側の円が無い）。

基本的なピッケルハウベは硬質皮革を黒の光沢に仕上げ、縁を金属（将校は通常金又は銀）で補強したもので、頭頂部に金属製のスパイクが付いていた。初期のものは頭頂部が高かったが徐々に低くなり、頭形型になっていった。1867年式では重量軽減を図って前後の錣と眉庇を小さくしたが、軽量化には寄与しなかった。
スパイクと共にピッケルハウベの特徴として目に付くのは、所属する連隊や州、県を表す前面の装飾板である。プロイセン軍では翼を広げた鷲のデザインが用いられ、バイエルン、ヴュルテンベルク、バーデン等他の州では異なったデザインの装飾板を用いた。また、ロシア軍ではロマノフの双頭の鷲であった。
ドイツの軍用ピッケルハウベの左右にある顎紐取付部には、右側にドイツ帝国を示す黒・白・赤、左側に各領邦を表す色の（プロイセンは黒と白、バイエルンは白と青）円形章が付けられていた。
1892年、薄茶色の布製カバー『M1892被覆』が正式化され、演習や実戦用に全てのピッケルハウベに標準装備された。この覆いは汚れを防ぐと共に、金属部品が反射するピッケルハウベの視認性を低下させるのに役立った。カバーの前面には赤字で書かれていたが、1914年からは緑色に変更された。但し、プロイセン近衛兵は覆いに何も表示しなかった。1916年、生地の色が緑灰色に変更されたが、その頃にはスチール製のシュタールヘルム（Stahlhelm）が多くの部隊に標準配備されていた。
1914年までは全てのヘルメットは革製だったが、戦争が進むに従いドイツの革の備蓄が減少した。南米、特にアルゼンチンからの大規模な輸入の後は、代替材料による戦時急造型が製造されるようになった。1915年にはスチールの薄板製のピッケルハウベが製造されたが、さらに大量のヘルメットが必要とされ、圧縮したフェルトや紙を使ったピッケルハウベも作られた。

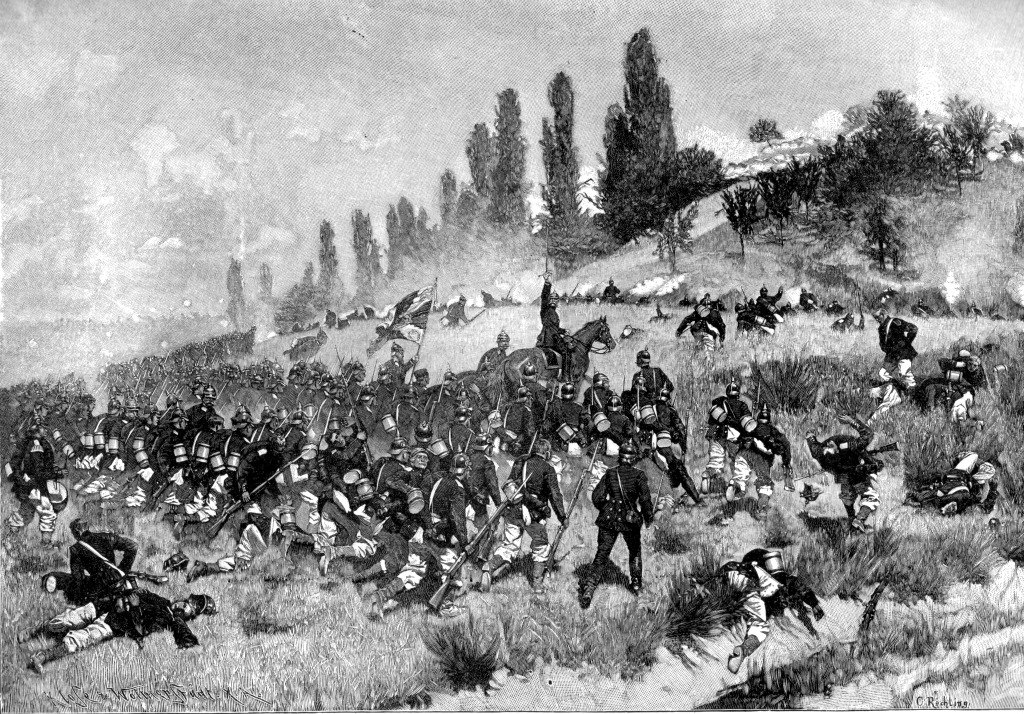
突撃する歩兵（普仏戦争）
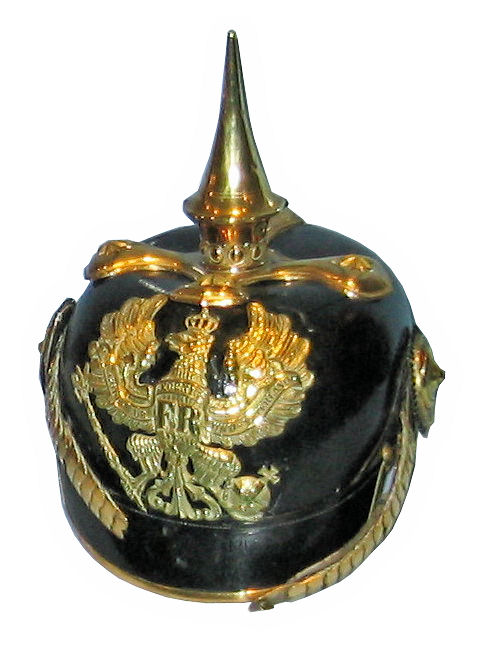
プロイセンの竜騎兵用ピッケルハウベ
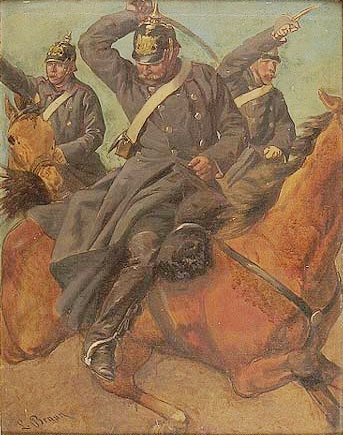
ヴュルテンベルク竜騎兵
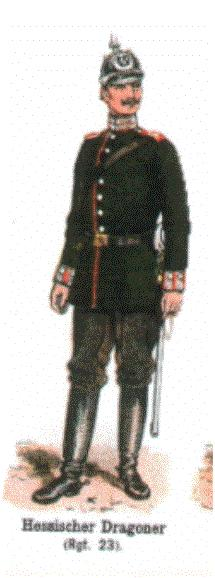
ヘッセン近衛竜騎兵
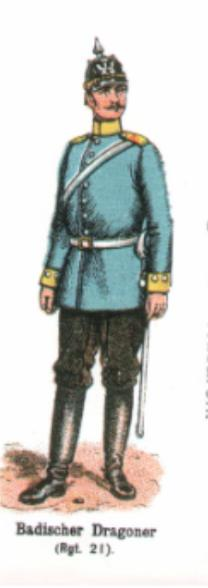
バーデン竜騎兵
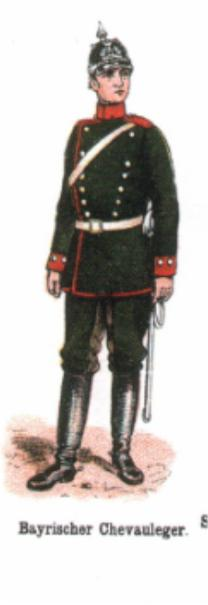
バイエルン騎兵
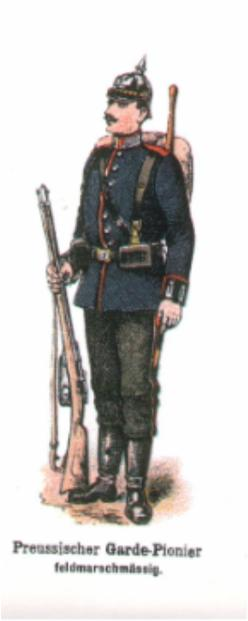
プロイセン近衛工兵
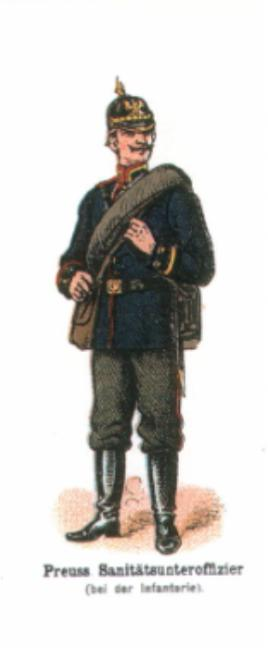
プロイセン衛生兵

### 変種

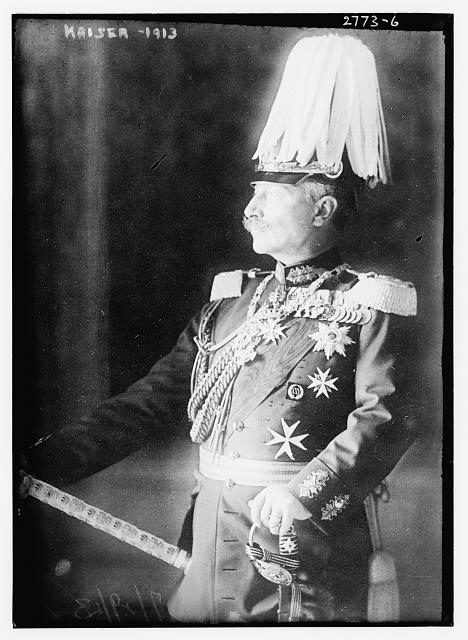
プルーム付きのピッケルハウベを着用したヴィルヘルム2世 (ドイツ皇帝)

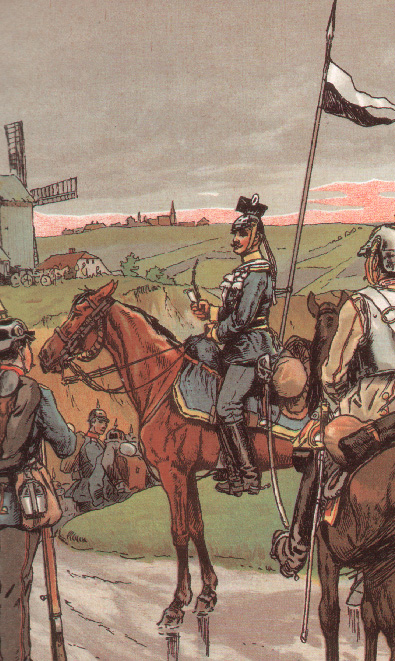
左からプロイセンの歩兵、槍騎兵、胸甲騎兵。異なったタイプのピッケルハウベを着用している。

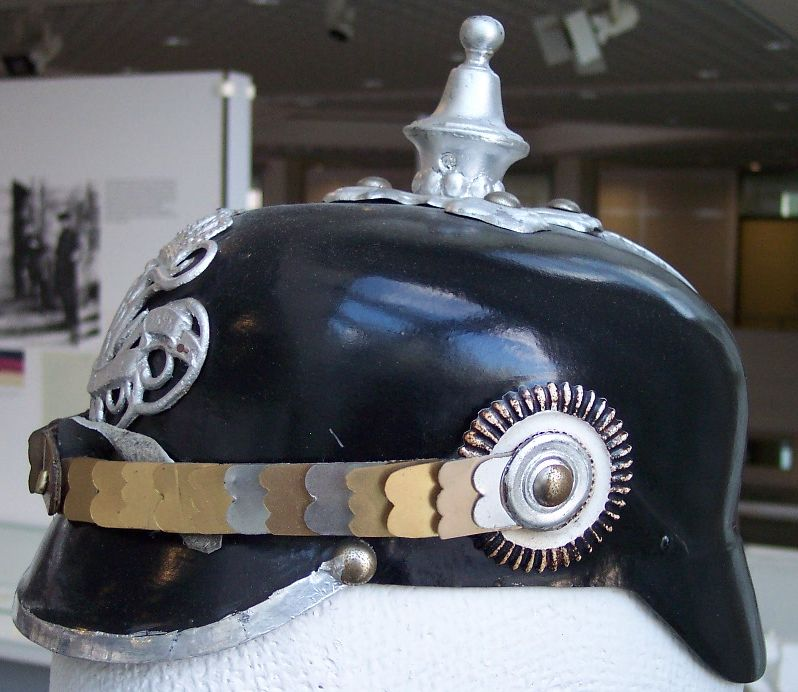
プロイセンの警察官用ピッケルハウベ

兵種によっては基本型のピッケルハウベとは異なるヘルメットを使用していた。その中には"ピッケル"の付いて無いものもあったが、総称してピッケルハウベと呼ばれた。
- 砲兵は当初通常のピッケルハウベを用いたが、1844年頭立の先端が砲弾を模した球状になったものに変更した。これは砲を操作する際にスパイクで他の兵を傷つけないためでもあった。バイエルンの砲兵だけは歩兵と同じタイプの基本型ピッケルハウベを使用し続け、頭立先端が球状のタイプを採用したのはシュタールヘルムが採用されたのと同じ1916年であった。
- 将官、参謀将校、竜騎兵連隊、プロイセン近衛兵及び特別に許された戦列歩兵連隊は第一次世界大戦勃発の1914年まで、正装時に着脱式の白又は黒のプルーム[2]をスパイクの先端に取付けた。
- 胸甲騎兵用のピッケルハウベは全金属製で、首を保護する為の錣が独特の曲線を描いていたため、連合軍からは『海老の尻尾』と呼ばれることもあった。また、軍や政府の高官（オットー・フォン・ビスマルクが有名）がこのタイプのピッケルハウベを着用した写真も残っている。このデザインは16世紀の騎兵用ヘルメットが基本となっているが、その後の時代のヘルメットの特徴も受け継いでいる。戦列胸甲騎兵のものは磨かれたスチール製で頭立は真鍮製だが、近衛胸甲騎兵のものは真鍮製で銀製の頭立であった。また、近衛胸甲騎兵は儀礼正装時にはスパイクの代わりに大きな鷲の像を載せた。後に創設された騎馬猟兵連隊はこのタイプのヘルメットを黒く塗ったものを使用した。

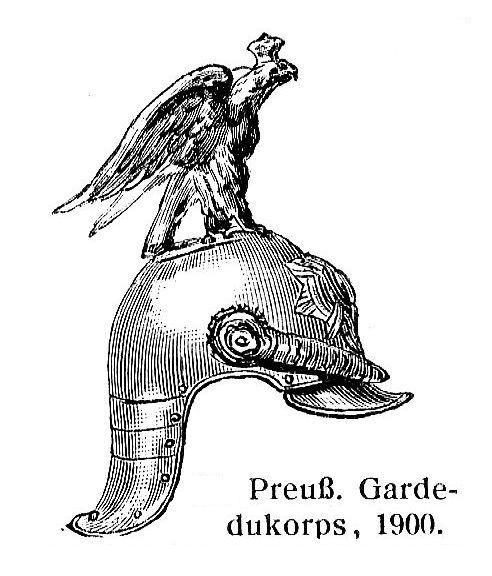
近衛胸甲騎兵の儀礼正装用ピッケルハウベ
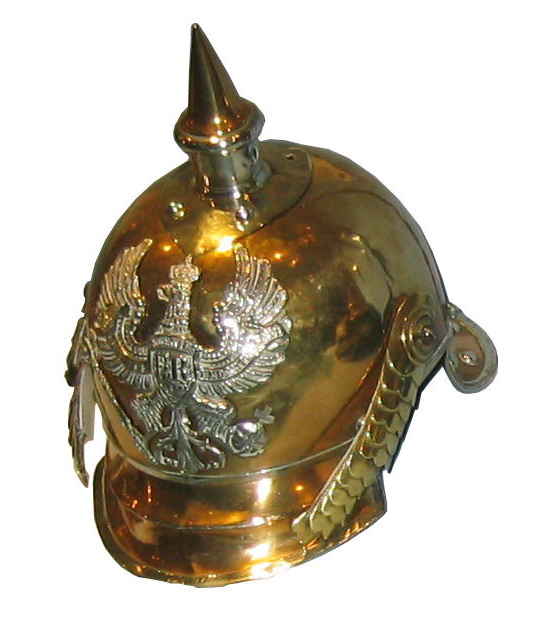
近衛胸甲騎兵用ピッケルハウベ
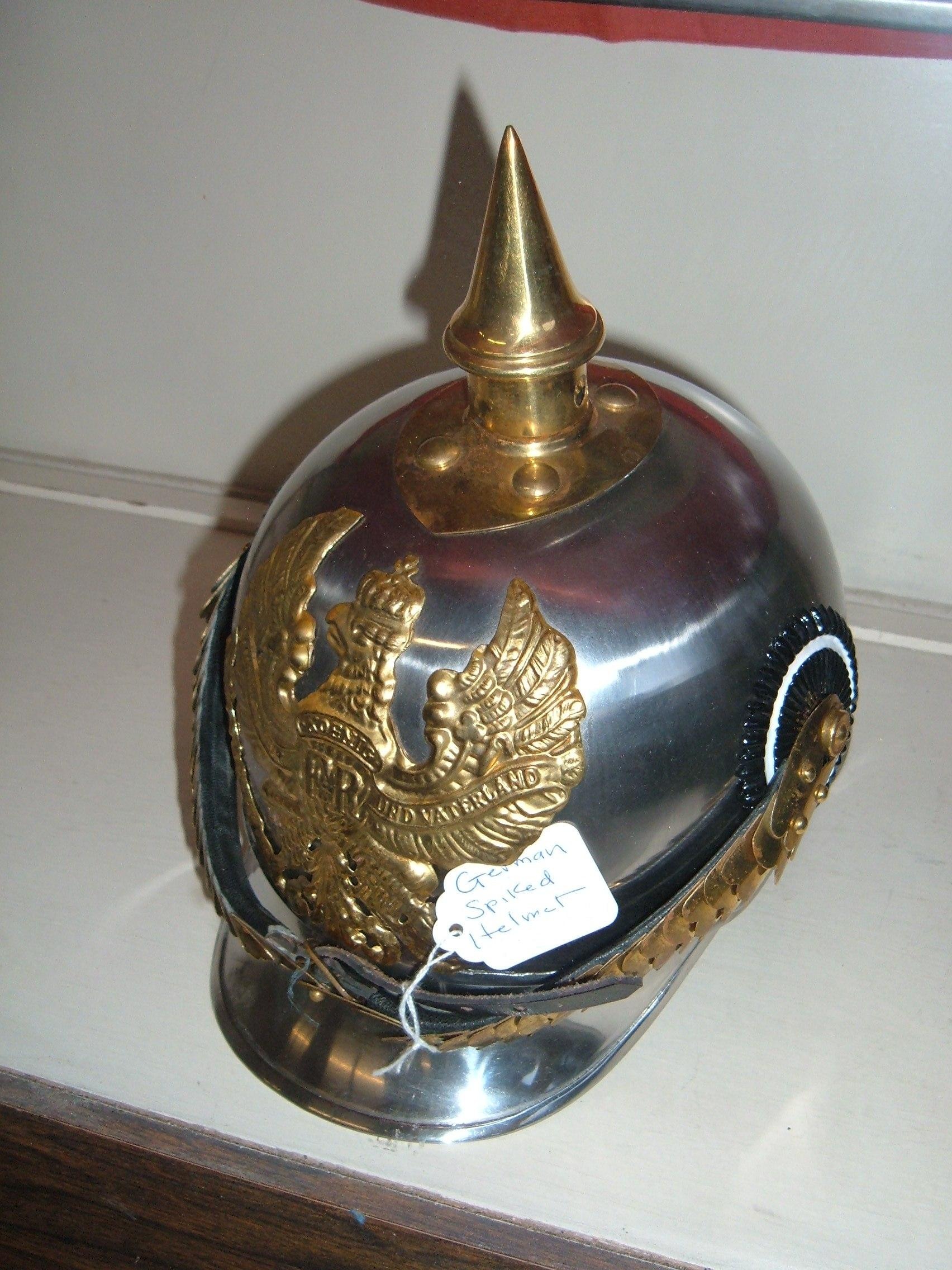
プロイセンの戦列胸甲騎兵用ピッケルハウベ
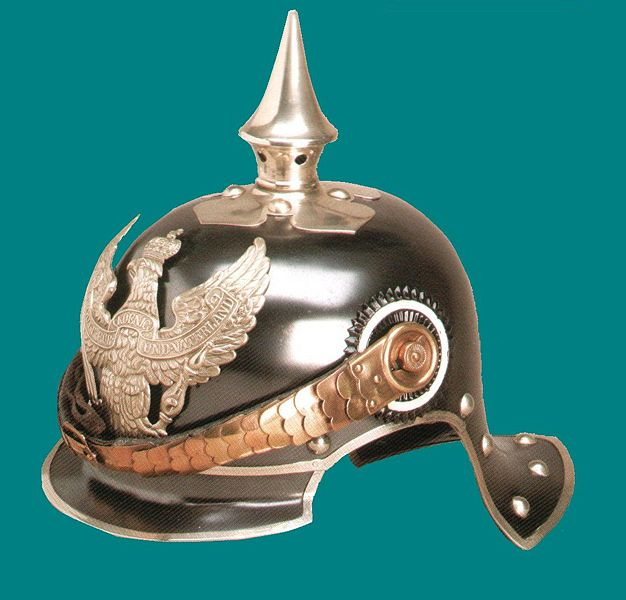
プロイセン騎馬猟兵用ピッケルハウベ
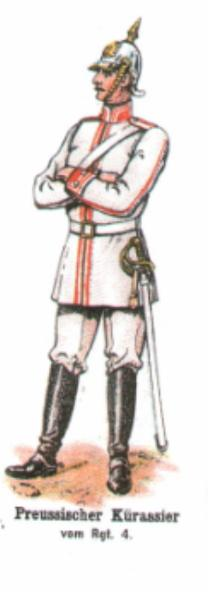
初期型ピッケルハウベのプロイセン胸甲騎兵
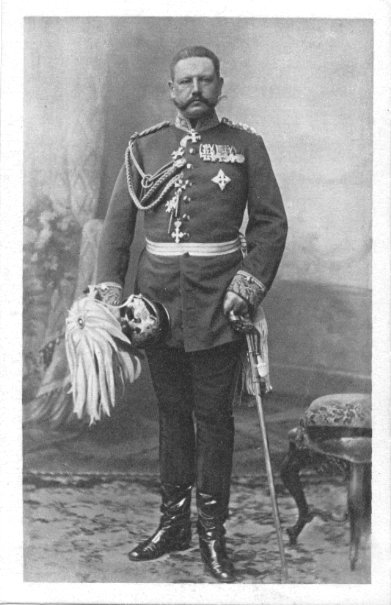
プルーム付きのピッケルハウベを持った中将時代のヒンデンブルク
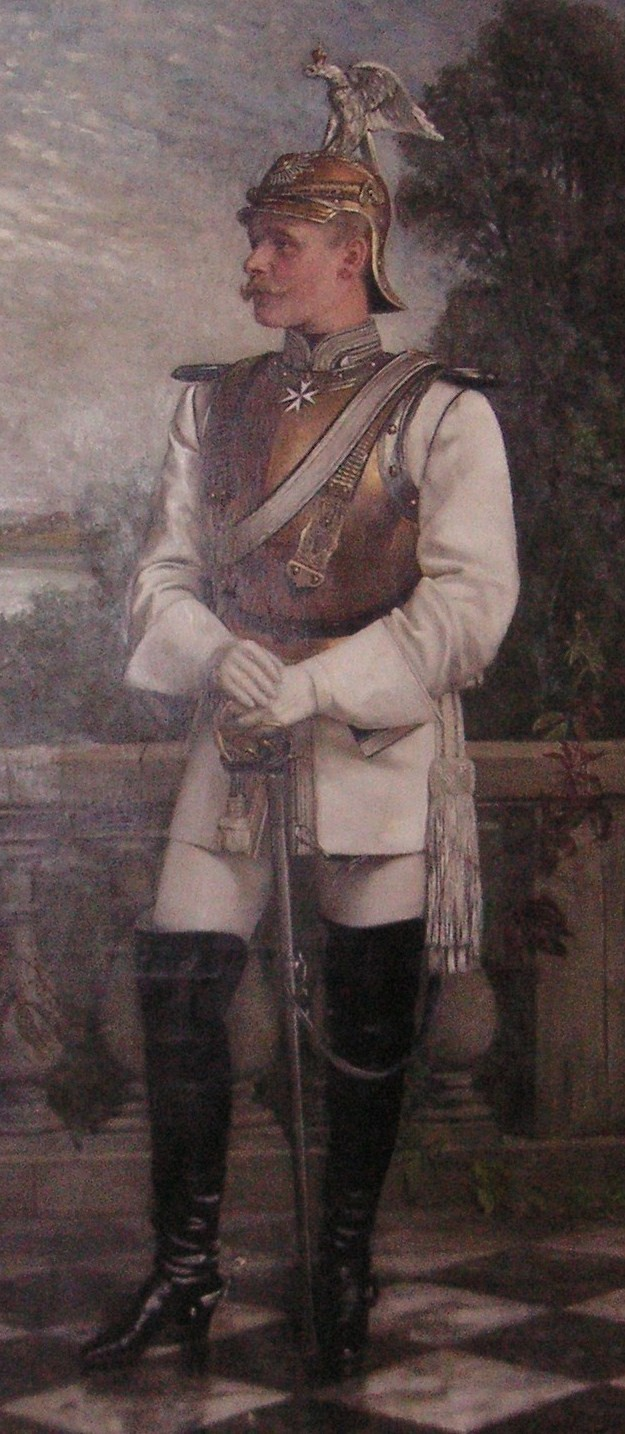
儀礼正装の近衛胸甲騎兵
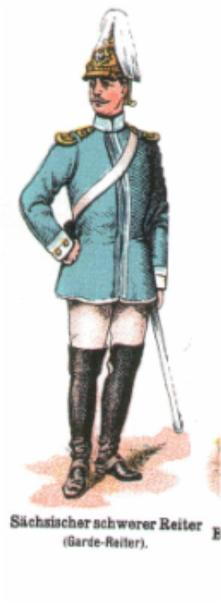
ザクセン近衛重騎兵
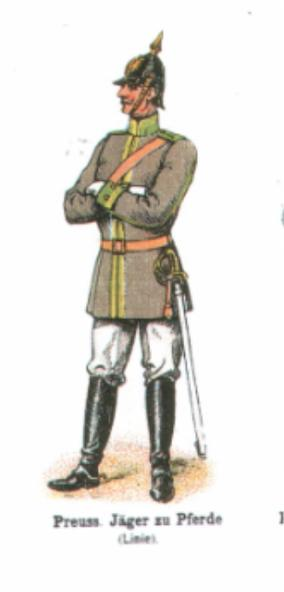
プロイセン騎馬猟兵
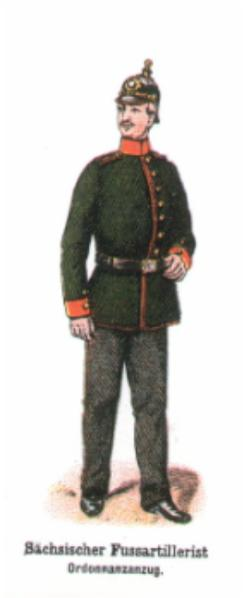
ザクセン徒歩砲兵
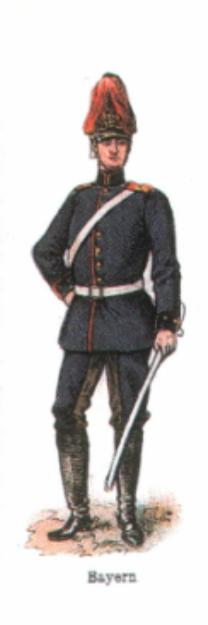
バイエルン野戦砲兵
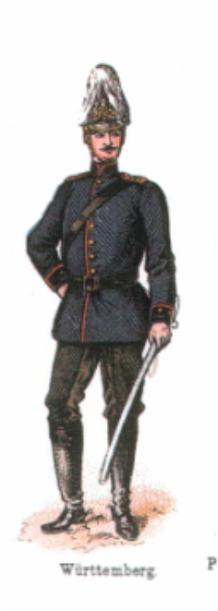
ヴュルテンベルク野戦砲兵

#### チャプカ

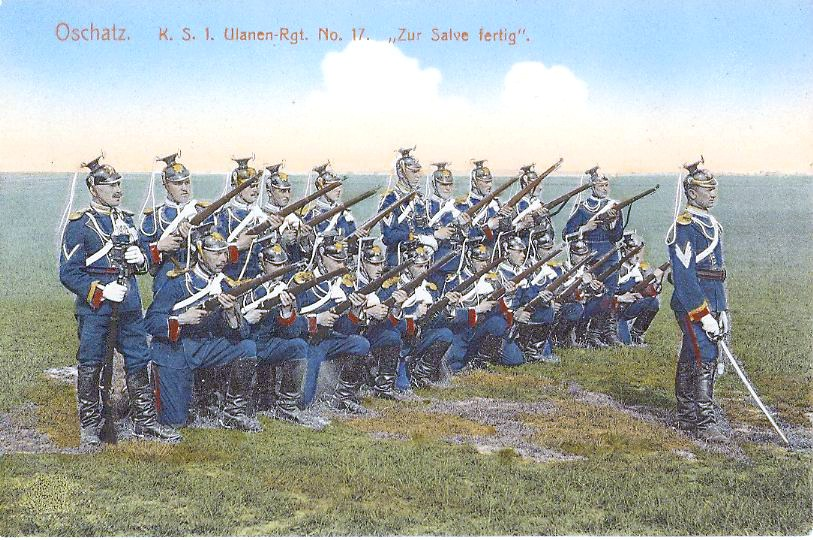
オーシャッツ第17槍騎兵連隊（ザクセン）の1867年式チャプカ

槍騎兵はナポレオン戦争以来ポーランド槍騎兵風のチャプカ(Tschapka)を使用して来たが、1867年の改正により帽体がピッケルハウベと同様のものとなり、その頭頂部にチャプカに似た四角い高坏のような頭立を付けた。このタイプの槍騎兵用ヘルメットはピッケルハウベの一種と言えるが、名称は Tschapka が引き続き使われた。

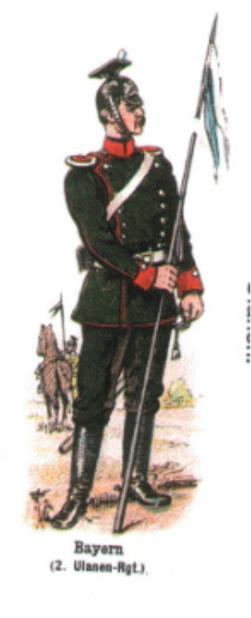
バイエルン槍騎兵
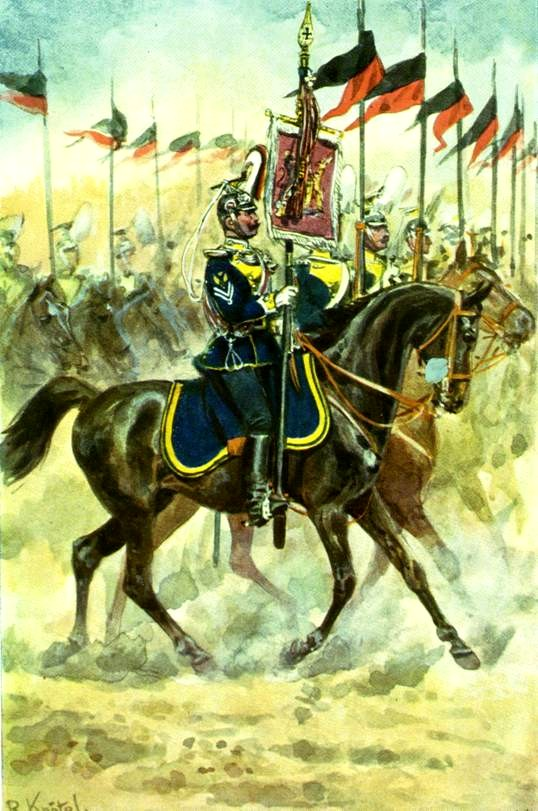
ヴュルテンベルク第2槍騎兵連隊
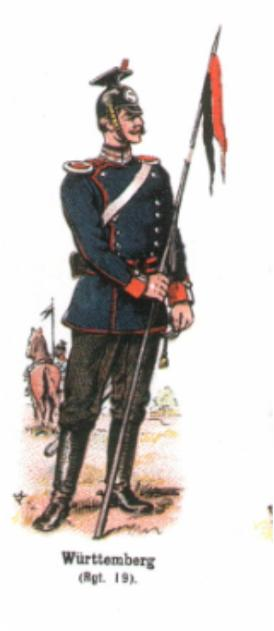
ヴュルテンベルク王立槍騎兵連隊

### 第一次世界大戦

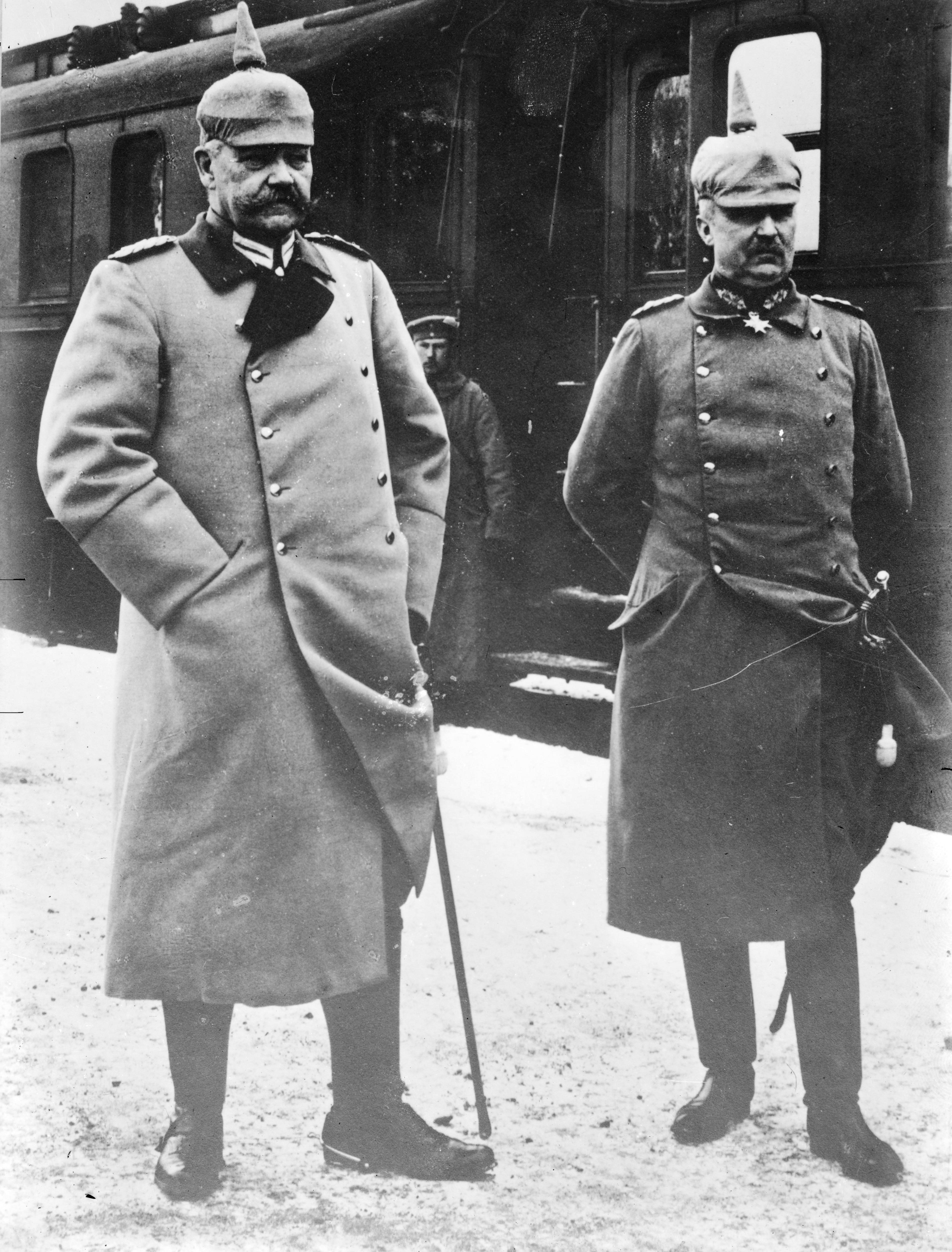
第一次世界大戦中のヒンデンブルクとルーデンドルフ

第一次世界大戦が始まるとすぐに、ピッケルハウベが塹壕戦で要求される厳しい条件を満たさないことが露見した。革製ヘルメットには弾片や破片を防ぐ効果が無く、着用していた兵士は頭部に負傷することが多かった。更に、スパイクが塹壕の上に出て、隠れている兵士の位置を暴露した。そのため、1915年にはスパイクを取り外せるタイプが現われた。しかし、1916年には弾片防御性能が高いシュタールヘルムが採用され、ピッケルハウベは徐々に前線では使用されなくなり、礼装用とされた。1918年、ドイツ帝国が崩壊するとピッケルハウベは廃止され、警察もシャコー帽を採用した。一方、シュタールヘルムは改良され、第二次世界大戦でもドイツ軍で使用された。

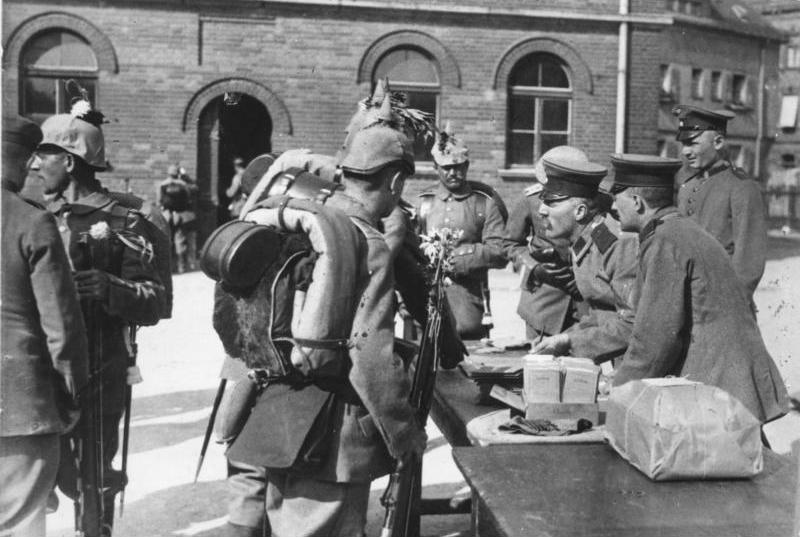
第一次世界大戦初期に俸給を受領するドイツ兵
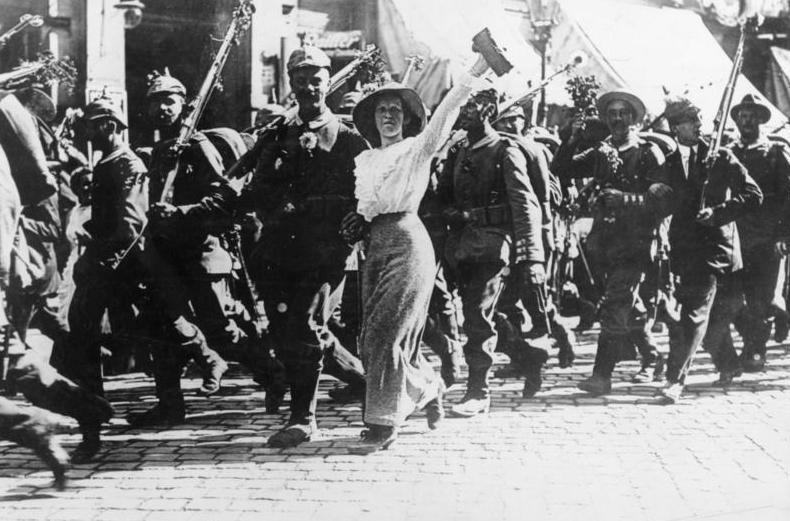
第一次世界大戦初期に出征するドイツ兵
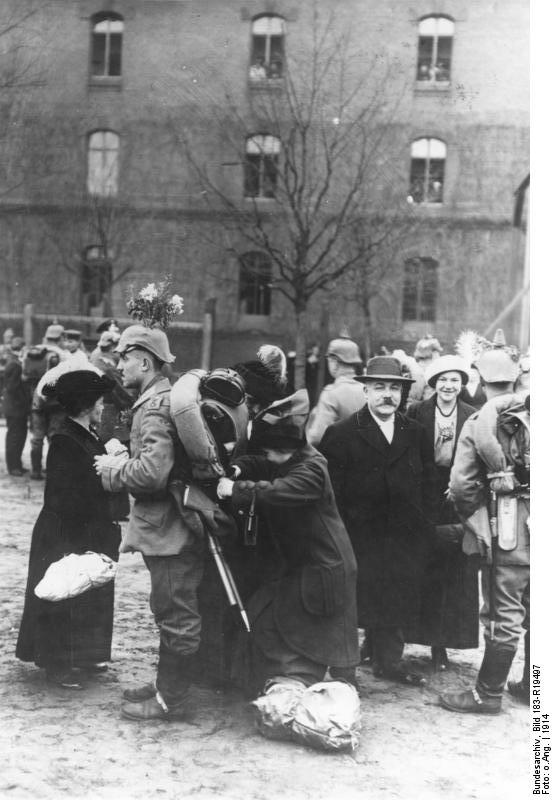
第一次世界大戦初期に見送りを受けるドイツ兵
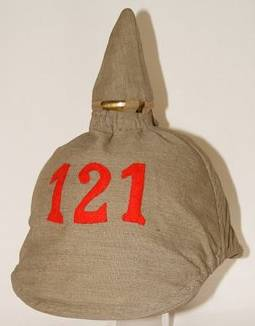
M1892被覆を被せた1895年式ピッケルハウベ

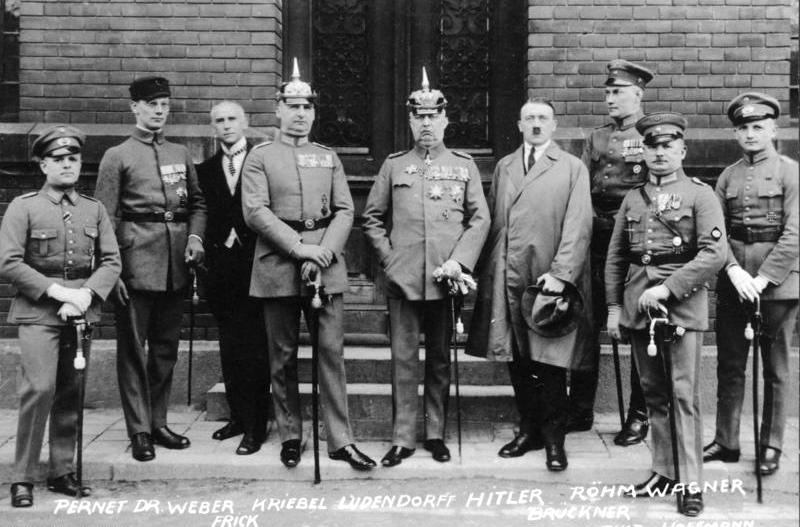
ミュンヘン一揆裁判時のルーデンドルフとヒトラーら被告人

ピッケルハウベは第一次世界大戦終了後も在郷軍人会の集まり等で退役軍人達により着用されており、大統領時代のパウル・フォン・ヒンデンブルクやナチスと共に政治活動行なっていた頃のエーリヒ・ルーデンドルフが公式の場で着用している姿が記録されている。

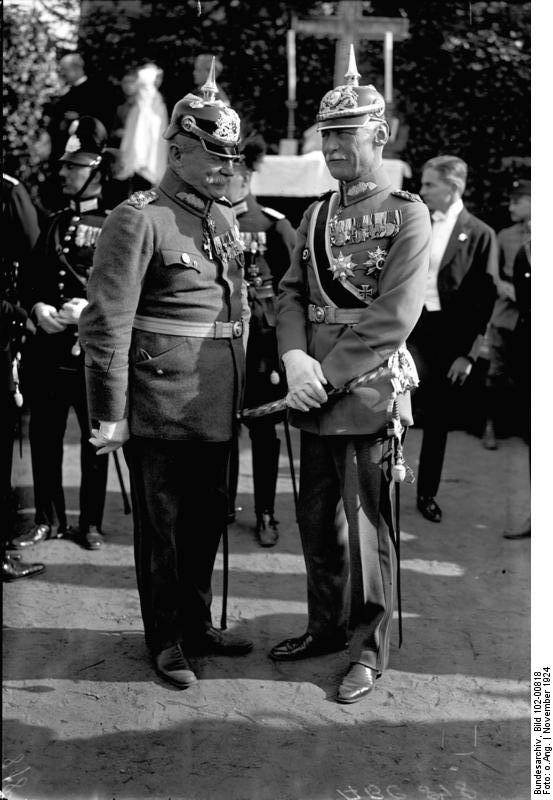
エーリヒ・ルーデンドルフ（1924年）
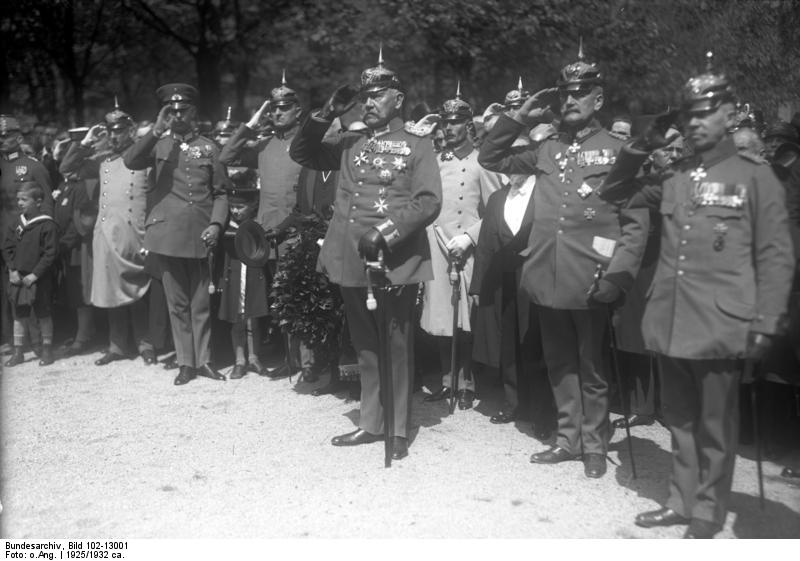
パウル・フォン・ヒンデンブルクと退役軍人達。（1925年）

### ドイツ帝国の象徴

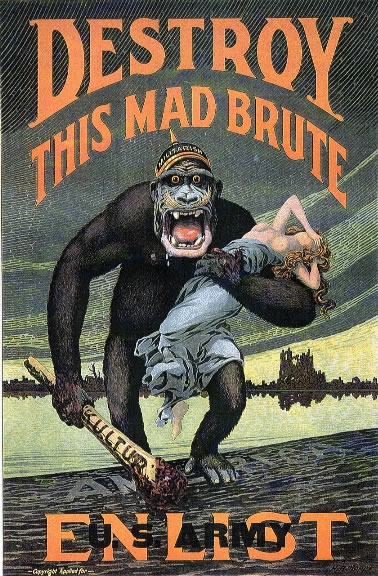
第一次世界大戦中にアメリカで発行された、陸軍志願兵の募集ポスター。キングコングにピッケルハウベを被らせることにより、ドイツを連想させている。

スパイク付きヘルメットは他の国、特にイギリスに於いてはドイツ帝国を象徴するものである。これは、第一次世界大戦中のイギリスにおける反独プロパガンダのポスターにドイツ帝国軍を示唆するものとして描かれていたためである。2006 FIFAワールドカップドイツ大会の際、ドイツ国旗の色である黒・赤・金等の色に彩色されたプラスチック製のピッケルハウベが応援グッズとして売られていた。しかし、これは特別な例であり、ピッケルハウベに対して未だによくない印象を持ち続けているドイツ人もいる。

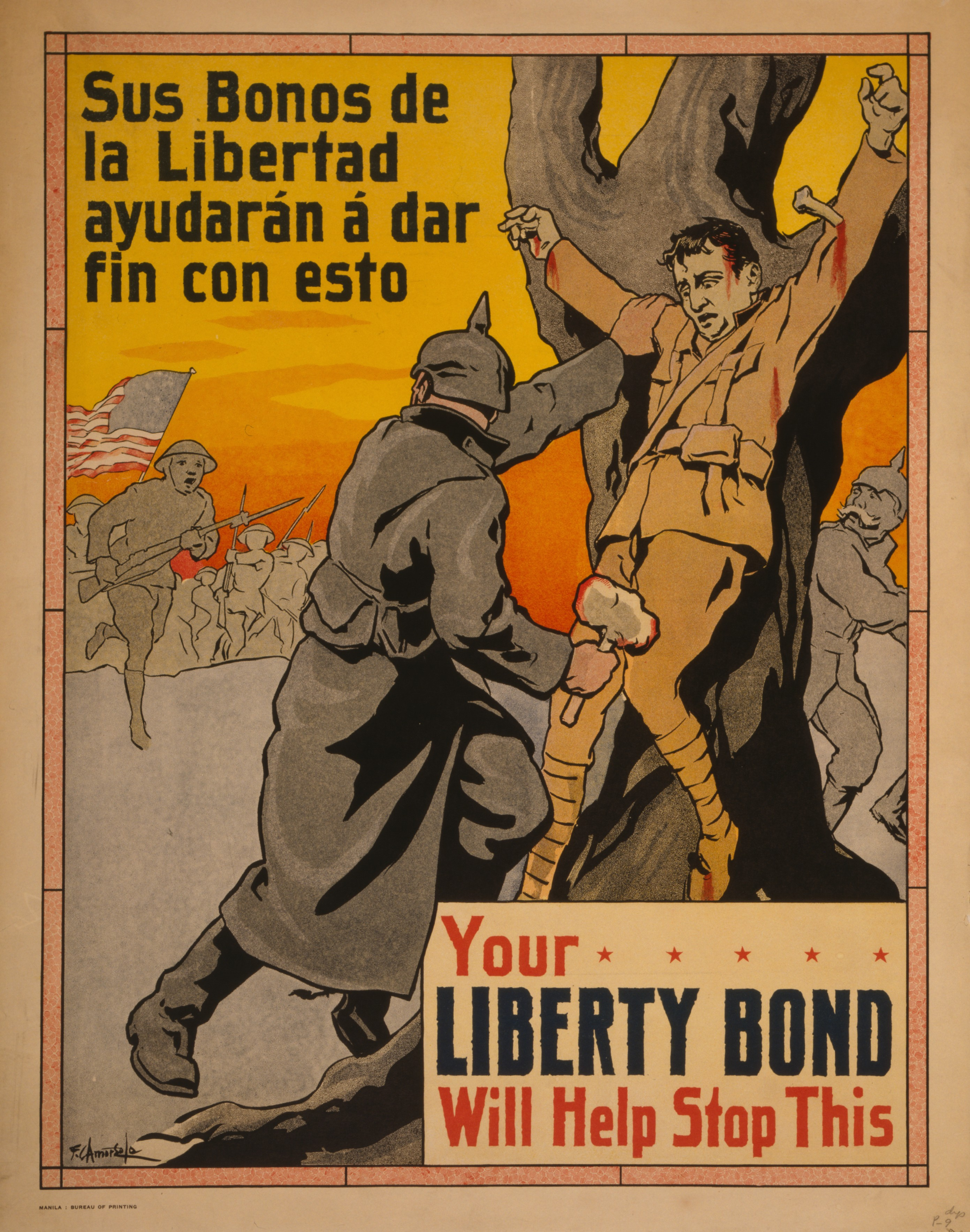
フィリピンで発行された戦時公債募集ポスター
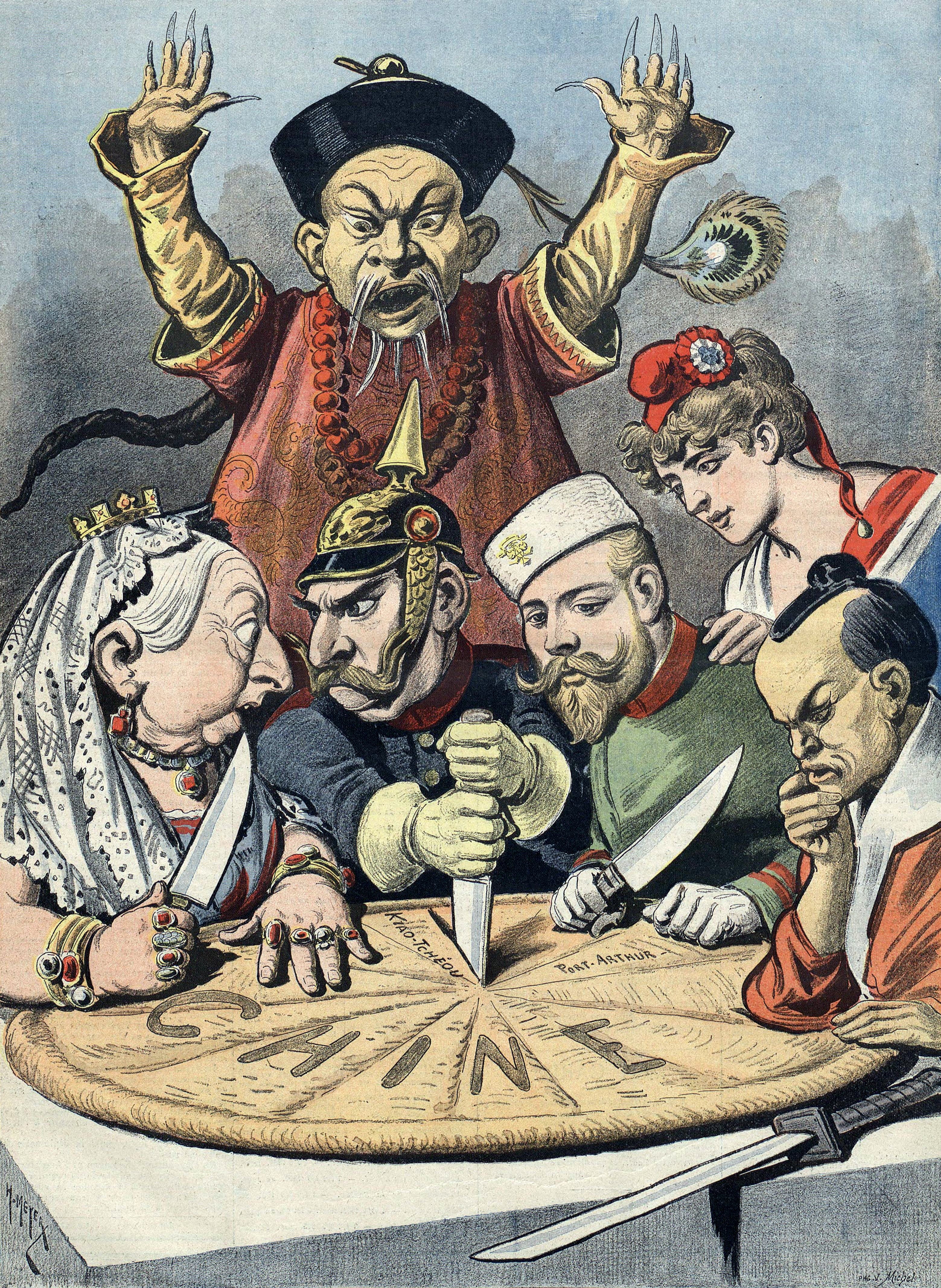
中国問題を風刺した漫画。ドイツはピッケルハウベ、中国は弁髪、日本は丁髷で象徴されている。
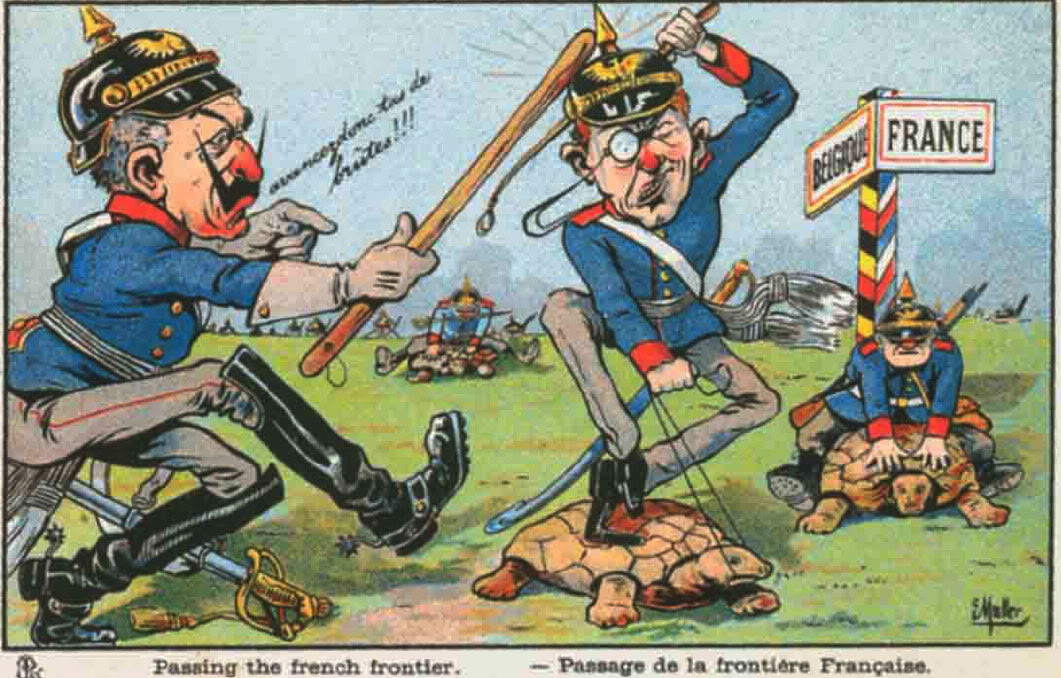
フランスの風刺漫画に描かれたドイツ
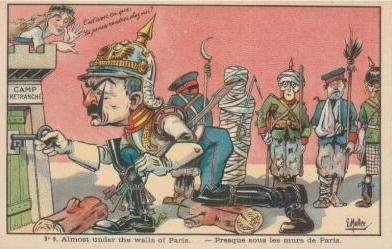
フランスの風刺漫画に描かれたドイツの皇帝と傷病兵たち

## ロシア
ロシア軍のスパイク付きヘルメットはスパイク先端にプルームを付けたものだったが、一部の部隊では後に廃止された。スパイク先端は小球から生えるような形になっていた。1862年にはロシア軍の一般部隊では着用されなくなったが、近衛胸甲騎兵連隊と憲兵隊では1914年まで使用され続けた。また、20世紀初頭には、ブロードで作られた Budenovka （ブジョノフカ）が赤軍の制帽として使用された。

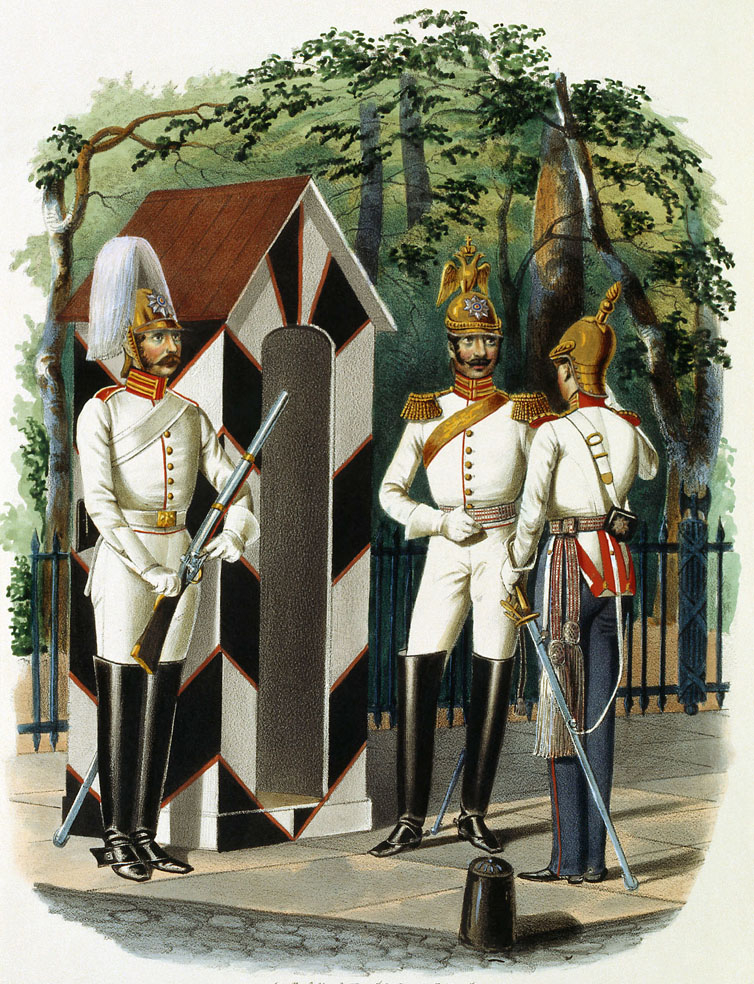
ロシア近衛兵（1848年）
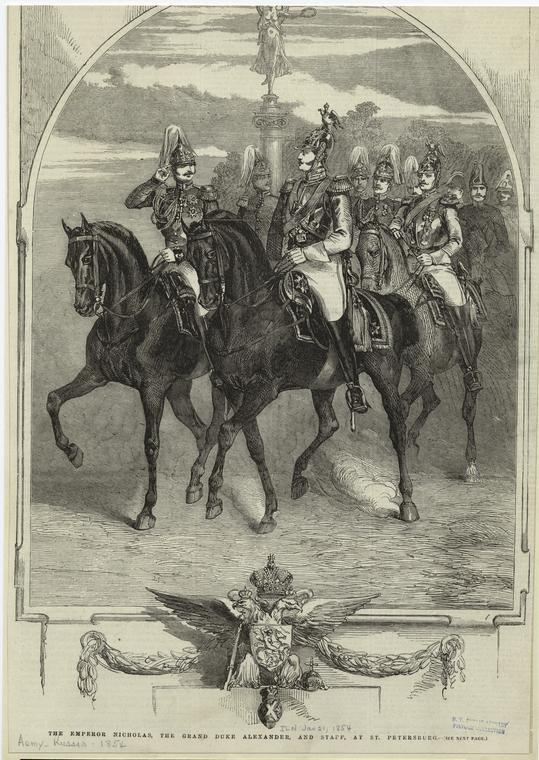
ニコライ1世の行列
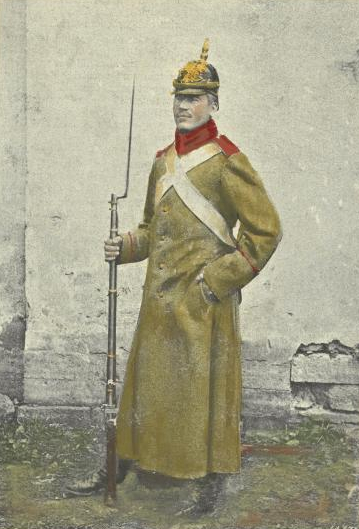
1862年のロシア兵
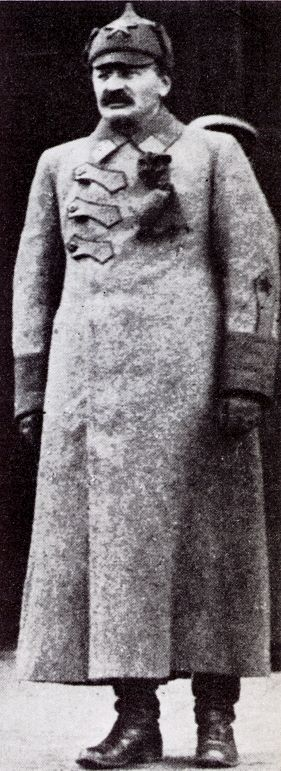
レフ・トロツキー

## イギリス

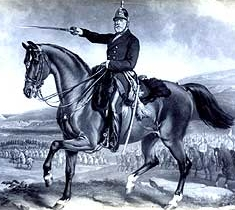
クリミア戦争のイギリス重騎兵旅団長スカーレット准将（James Yorke Scarlett）。私製のピッケルハウベ風ヘルメットを着用している。

イギリス陸軍では伝統的にドイツの軍服を参考にすることが多かった。そのため、19世紀前半のイギリス陸軍では軍帽の更新が頻繁に行なわれていたが、それらの改正にもドイツの影響が多く見られた。そのような中で、1842年に重騎兵用としてスパイク付きの全金属製ヘルメット（アルバートヘルメット）が採用された。
さらに、1871年に普仏戦争でプロイセンがフランスに勝利したため、ピッケルハウベは1870年代のイギリスで創られたヘッドギアのデザインに大きな影響を与えることになり、ホームサービスヘルメットやピスヘルメットの基になった。しかし、この頃には各種の略装や戦闘服が使われるようになり、アルバートヘルメットやホームサービスヘルメットと合わせて着用される軍装は礼装用とされるようになったため、これらのヘルメットも使用される機会は次第に少なくなり、現在では Full Dress 用の帽子として、限られた将兵のみが公式な儀式の際着用するようになっている。
一方、ピスヘルメット（Pith helmet）は多くの派生型が生まれ、軍用だけでなく、官用や民間用としても広く普及した。そして、ピスヘルメットは現在でも世界中で幅広く使われている。

### アルバートヘルメット

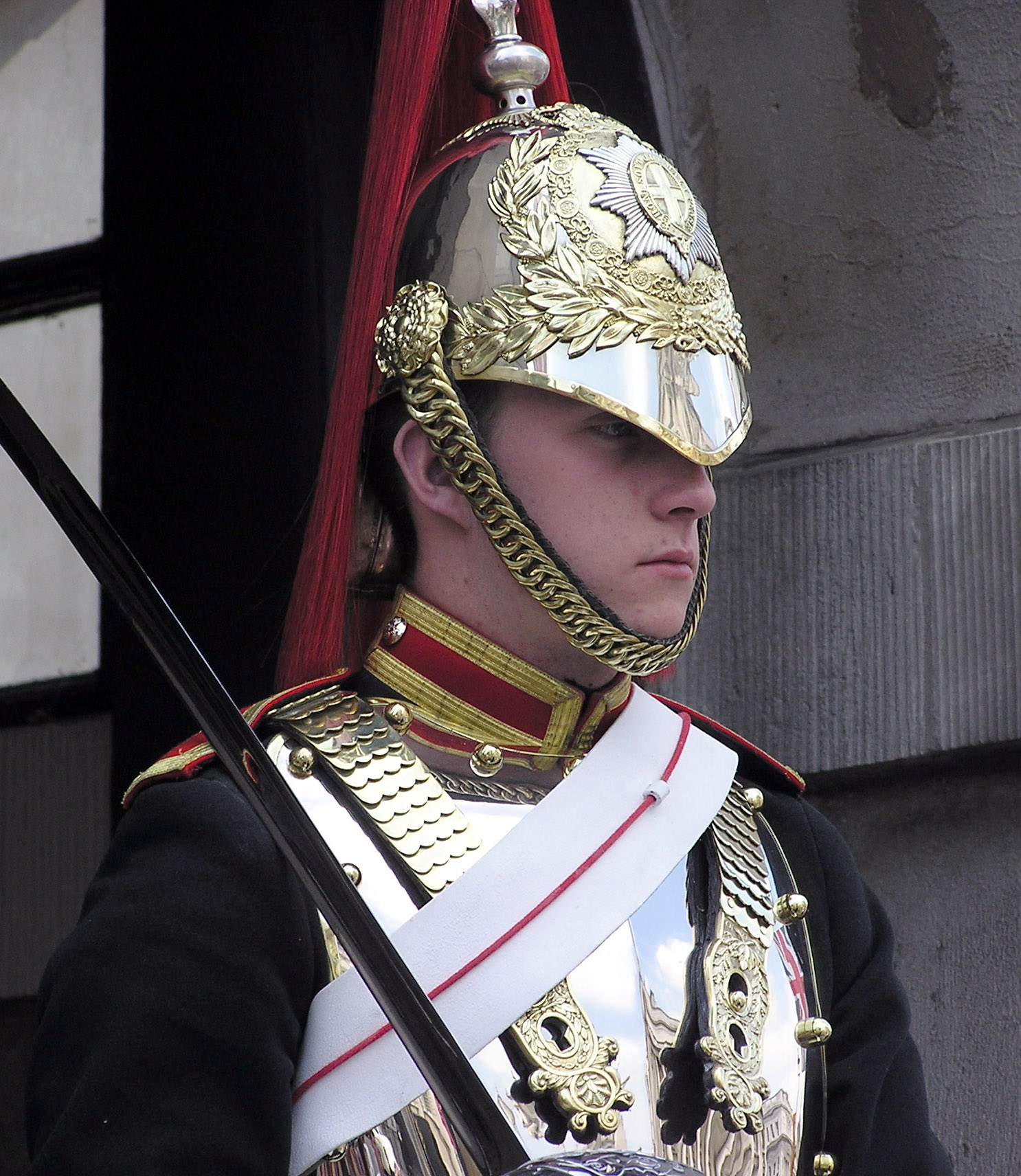
ブルーズ・アンド・ロイヤルズ連隊兵士。

1842年に王室騎兵隊(Household Cavalry)用にプロイセンの胸甲騎兵用全金属製ピッケルハウベに似たヘルメットを採用した。これは、プロイセン又はロシアの試作品を参考にしたものであるが、制式化は両国より早かった。このヘルメットは、当時のイギリス君主であったヴィクトリア女王の夫であり、ドイツのザクセン＝コーブルク＝ゴータ公国公子であったアルバート公 から、アルバートヘルメットとも呼ばれた。ライフガード連隊は白、ブルーズ・アンド・ロイヤルズ連隊は赤のプルームを付け、略装時は取り外すことになっていたが、同じ頃には各種略帽が採用され始めたため、プルームが無い状態での使用はあまりなかった。1847年から、ロイヤルスコッチグレイ（第2竜騎兵）連隊（The Royal Scots Greys (2nd Dragoons)）以外の竜騎兵連隊でもこのタイプのヘルメットが順次採用された。
現在では Full Dress を着用する将兵は限られており、その中でアルバートヘルメットを着用するのは王室騎兵隊（ライフガード連隊及びブルーズ・アンド・ロイヤルズ連隊）と、かつてアルバートヘルメットを採用していた竜騎兵連隊（王立近衛竜騎兵連隊（Royal Dragoon Guards）と第1クィーンズ近衛竜騎兵連隊（1st The Queen's Dragoon Guards））の軍楽隊である。これらの部隊によって現在でも公式な儀式の際に使用され続けている。

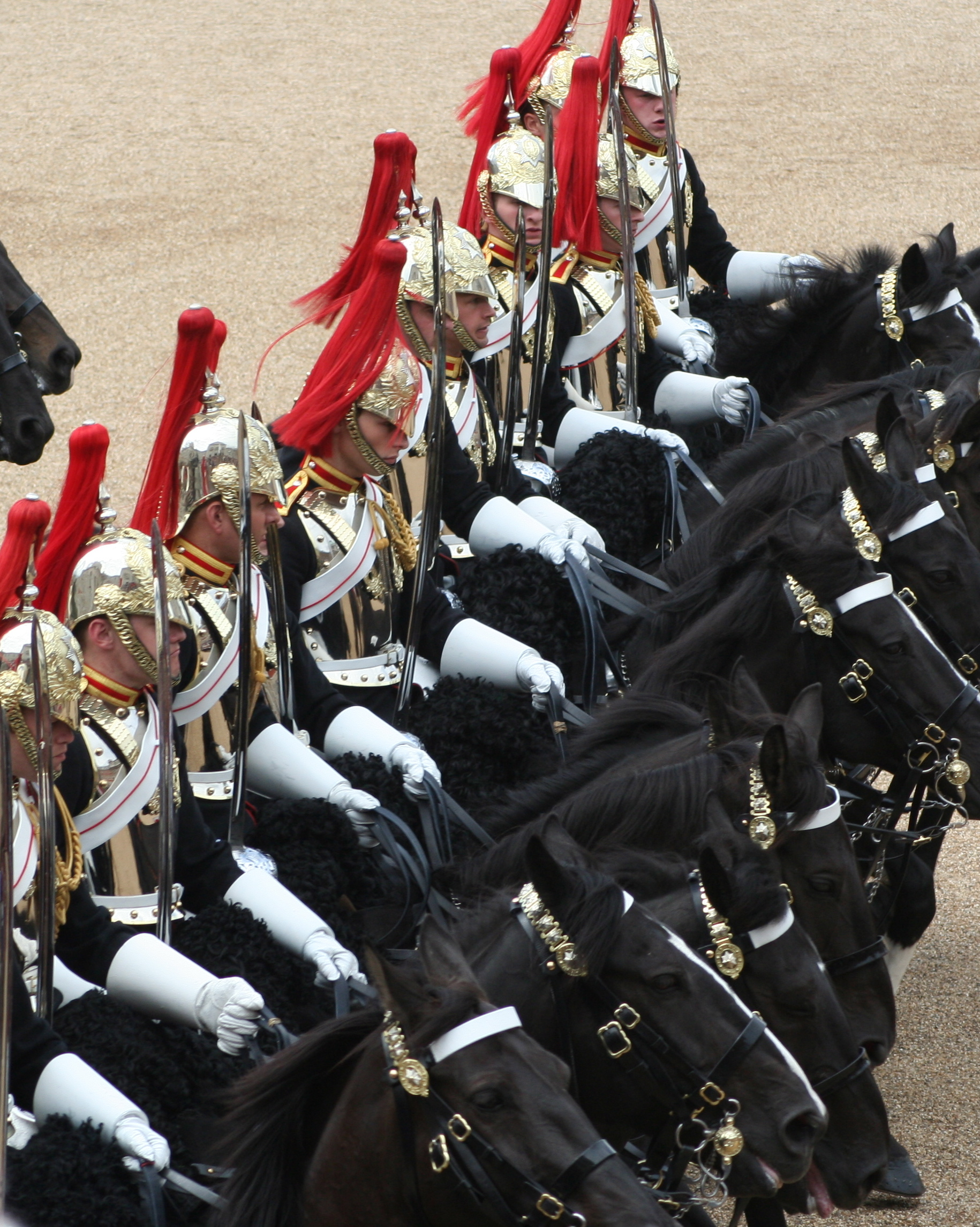
トゥルーピング・ザ・カラーのブルーズ・アンド・ロイヤルズ連隊
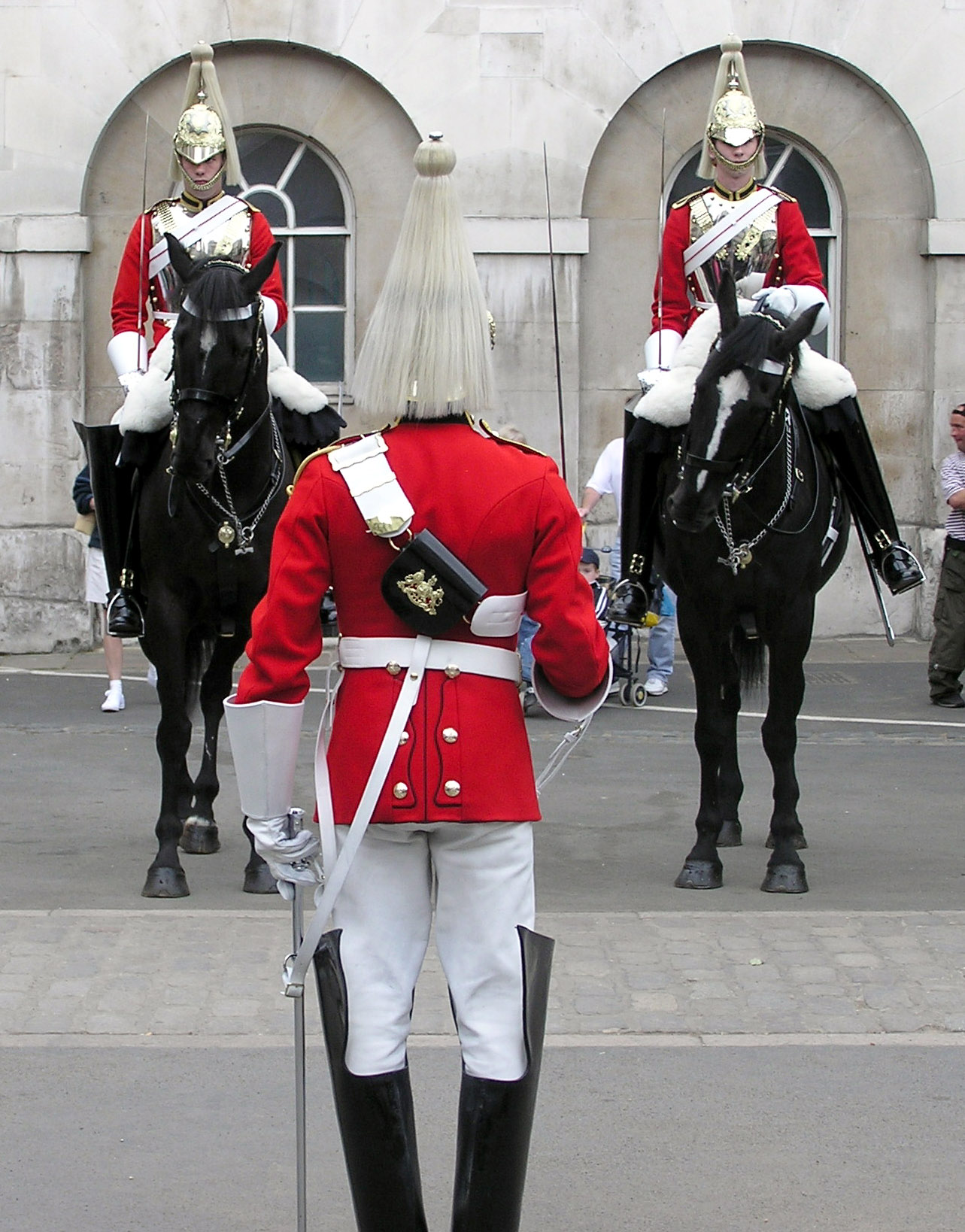
ライフガード連隊の衛兵交代式。
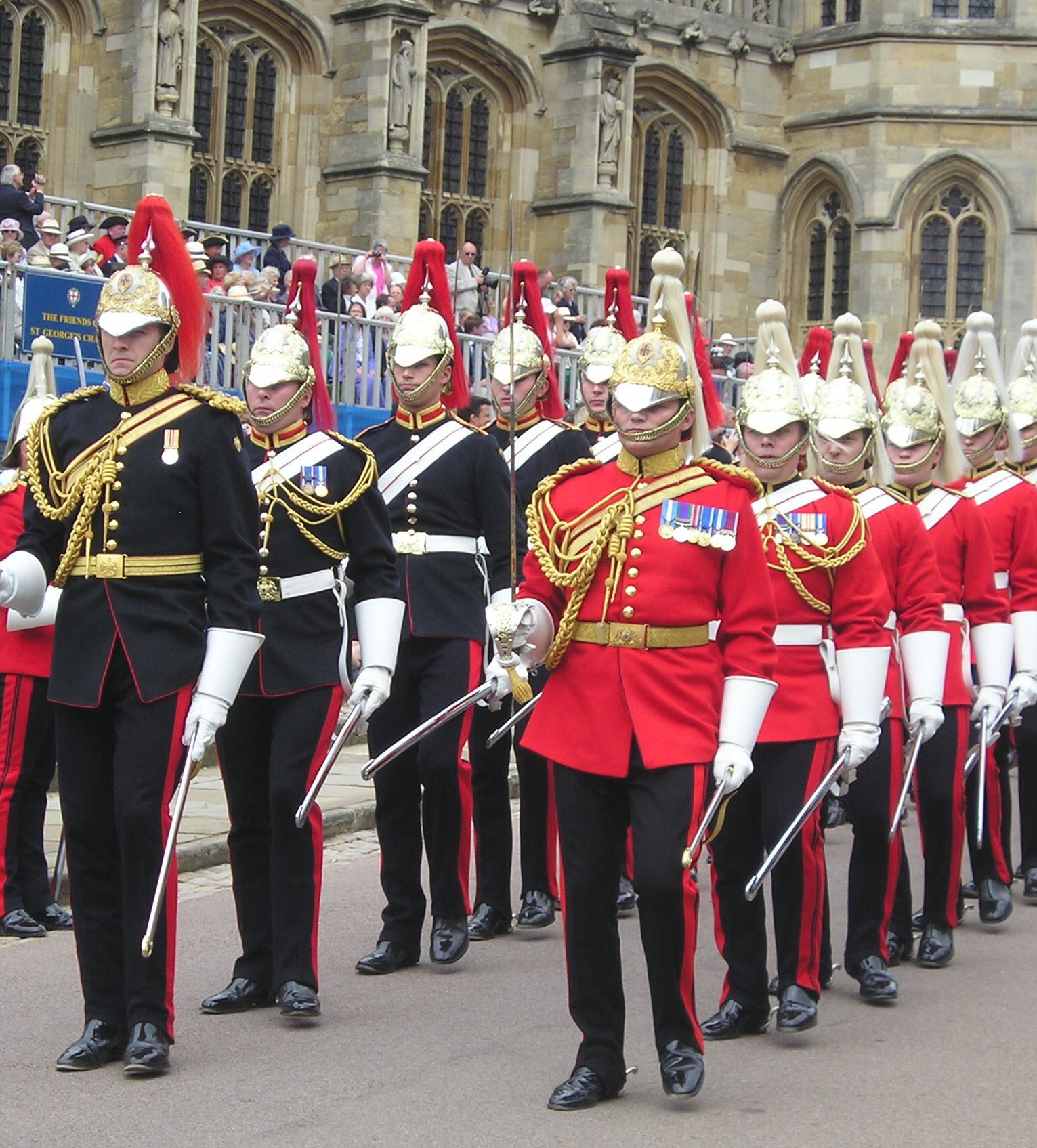
王室騎兵隊の下馬正装。 赤い服のライフガード連隊は白、紺色の服のブルーズ・アンド・ロイヤルズ連隊は赤いプルームを付けている。

### ホームサービスヘルメット

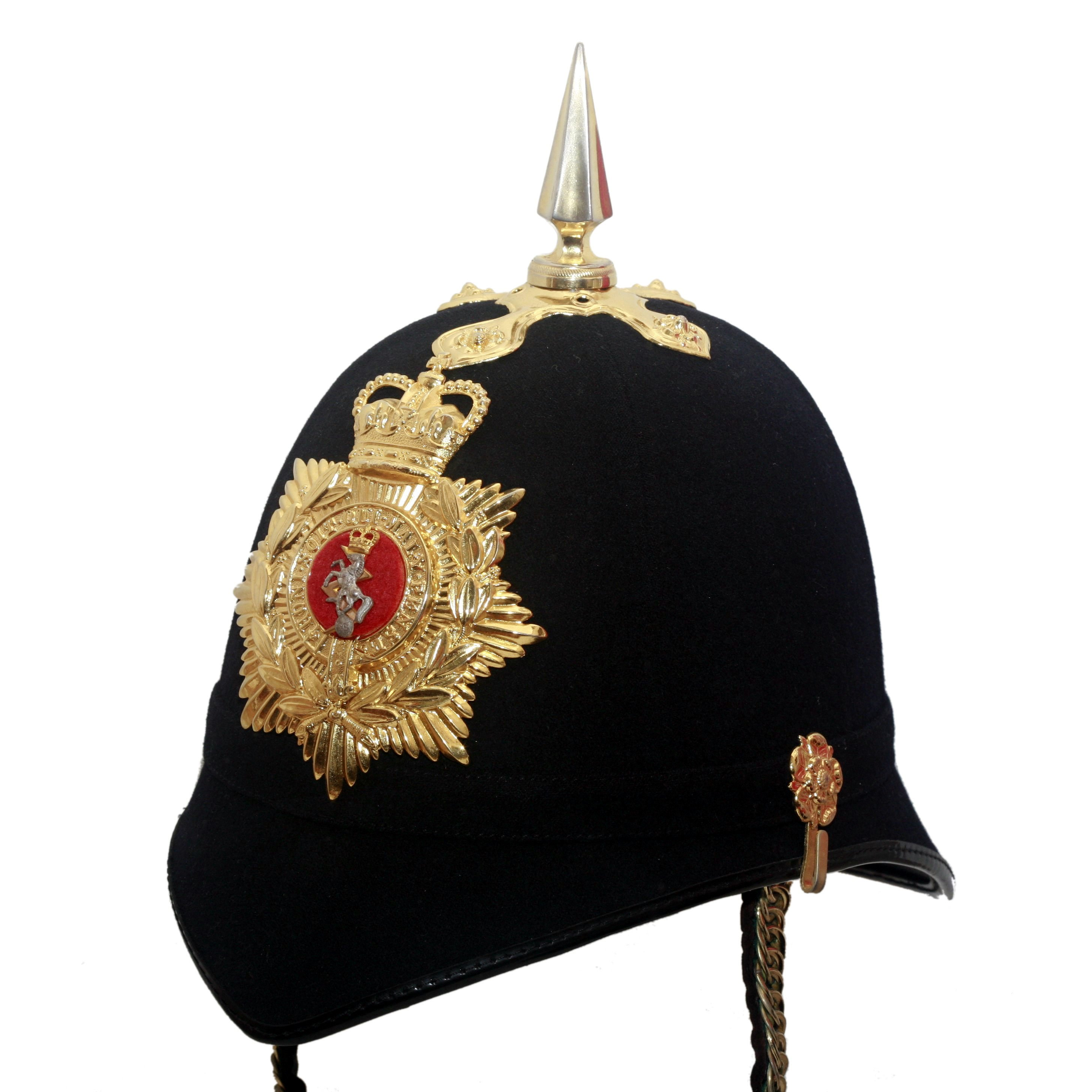
王立電気・機械技術軍団(Corps of Royal Electrical & Mechanical Engineers)用のホームサービスヘルメット。

1878年、近衛歩兵とフュージリア連隊及び一部のスコットランド連隊を除く歩兵連隊と輜重兵で使用されていたフランス式のシャコー帽が廃止され、スコットランド連隊を除くこれらの部隊と工兵はプロイセン風のスパイク付きヘルメットを採用した。このヘルメットはフォーリンサービスヘルメットに対してホームサービスヘルメット（Home Service helmet）と呼ばれた。ホームサービスヘルメットの形状は頭頂部が高く、プロイセンの1842年式或いは1856/1857年式といった古いタイプのピッケルハウベに似ている。材質はコルクに布を貼ったもので、布の色はほとんどの連隊が紺色である。
1881年、砲兵は頭立をプロイセン砲兵と同様の先端が球状になったものに変更した。そして、工兵と輜重兵も後にこのタイプに変更した。これらの兵種は馬を牽くことが多いので、スパイクで馬を傷付けないためである。
ホームサービスヘルメットを採用した歩兵連隊のうち、軽歩兵連隊とライフル連隊のヘルメットカバーは濃緑色であったが、ライフル連隊は1890年にバスビーへ変更している。
現在でもホームサービスヘルメットを着用するのは、Full Dress を着用する部隊の内、かつて採用していた連隊の軍楽隊と言うことになるが、中には軍楽隊或いは軍楽隊内の役職者だけ他の将兵と異なる帽子（ベアスキン、フォーリンサービスヘルメット等）を着用する連隊もある。これらの部隊によって現在でも公式な儀式の際に使用され続けている。

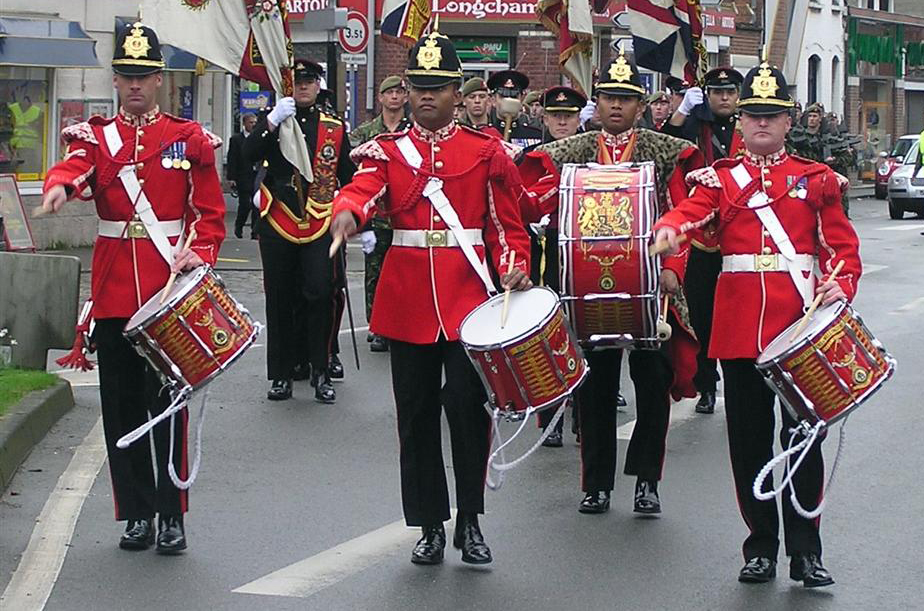
一般歩兵連隊ドラム隊で使用されているホームサービスヘルメット。（デューク・オブ・ウエリントン連隊(Duke of Wellington's Regiment)）
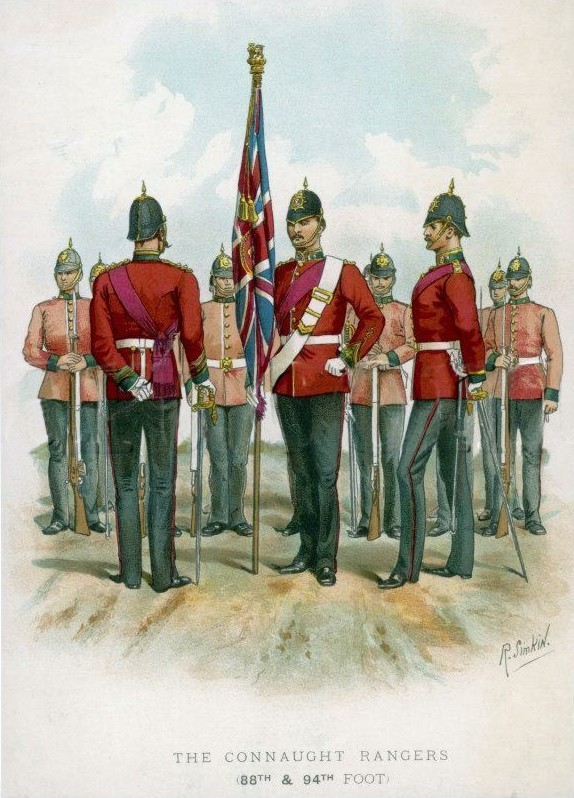
典型的な一般歩兵連隊用のホームサービスヘルメット（88/94歩兵連隊）。

### カストディアンヘルメット

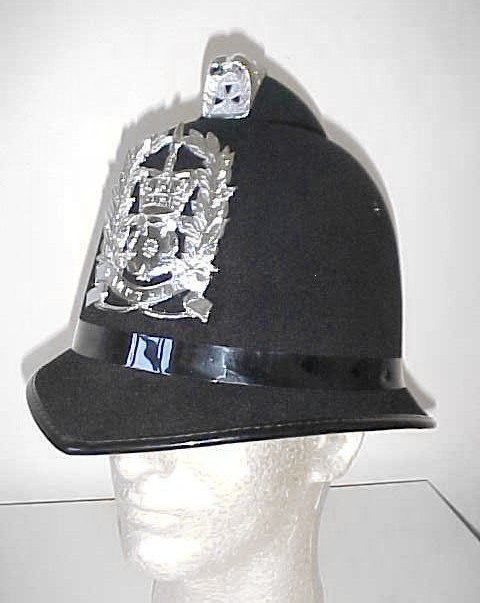
現代のイギリス警察官用カストディアンヘルメット（ハンプシャー）

ホームサービスヘルメットは警察官も使用するようになり、カストディアンヘルメット（Custodian helmet）と呼ばれている。独自の変遷を経て、現在でもイギリスやその旧植民地に於いて一部の警察官が使用している。

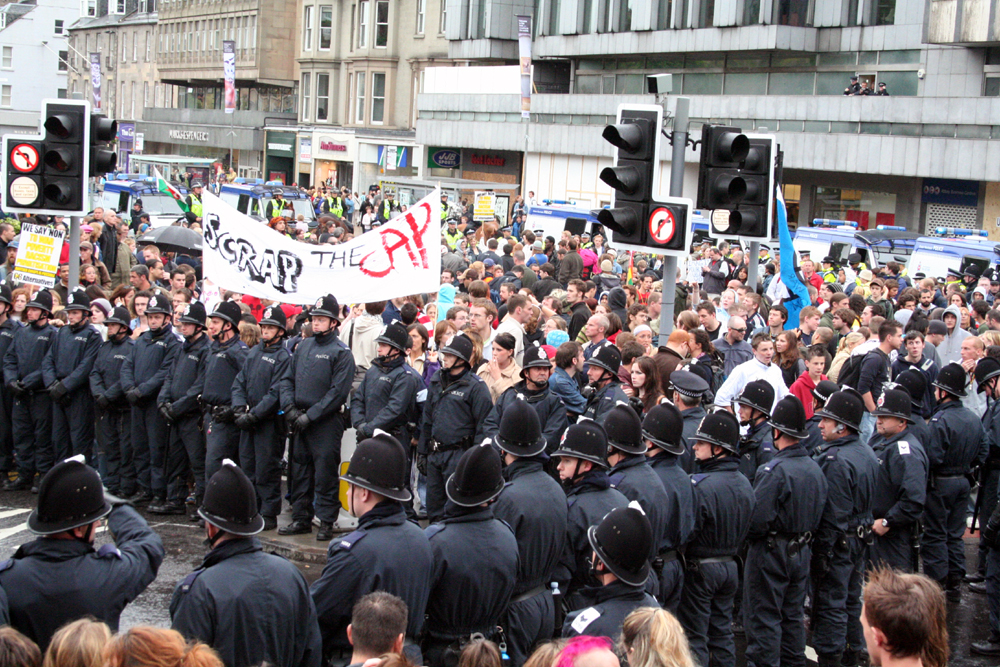
エディンバラ警察
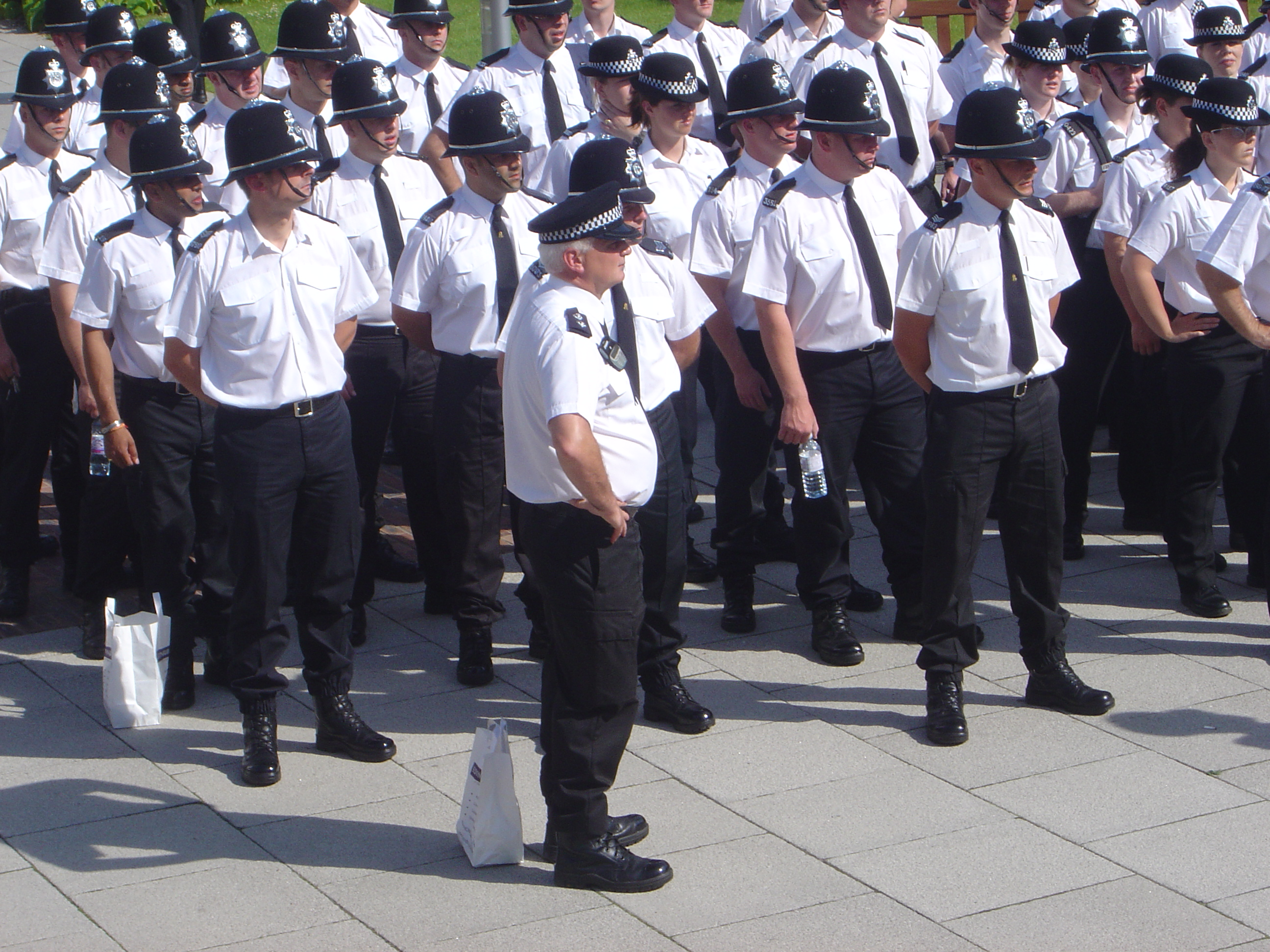
エディンバラ警察。左の写真を含め数種類の帽章がある。
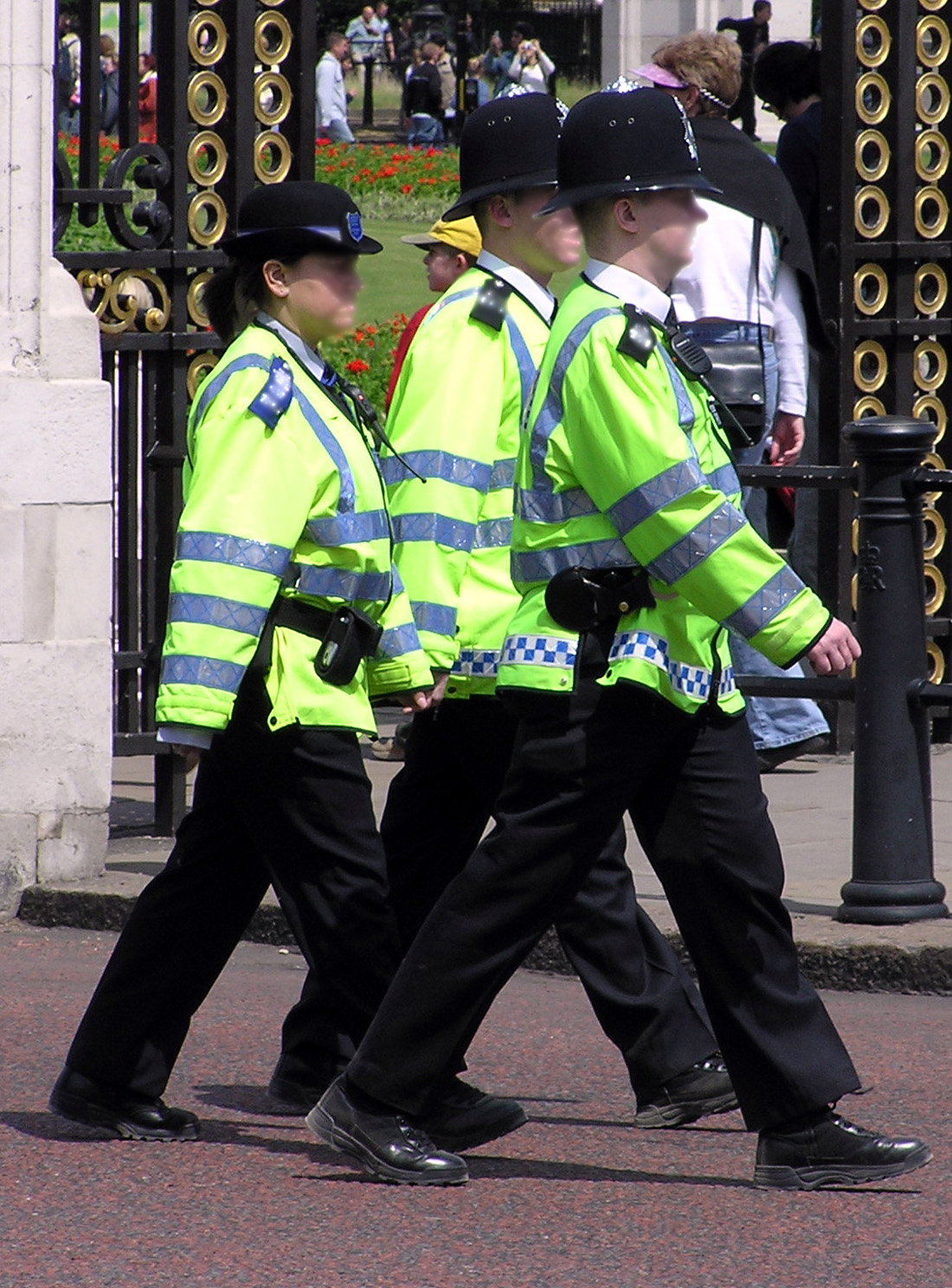
ロンドン警察（2005年）
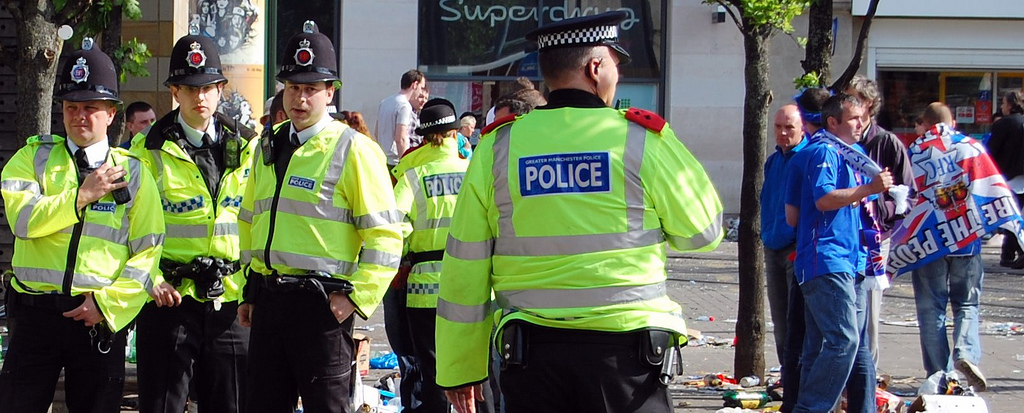
ロンドン警察（2008年）。左の写真と頭立が異なる。
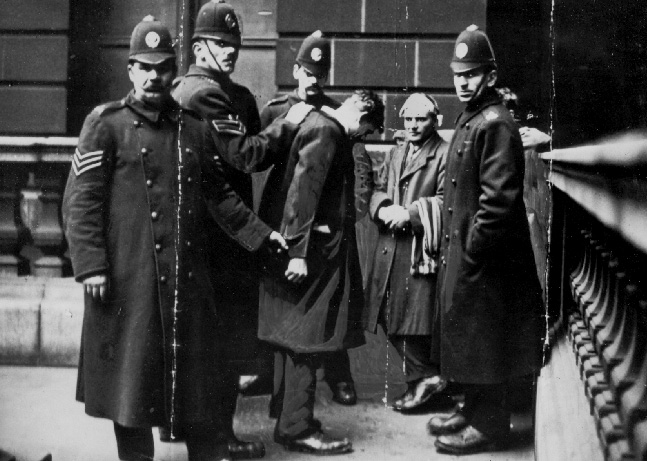
グラスゴーの警察官（1919年）

### ピスヘルメット

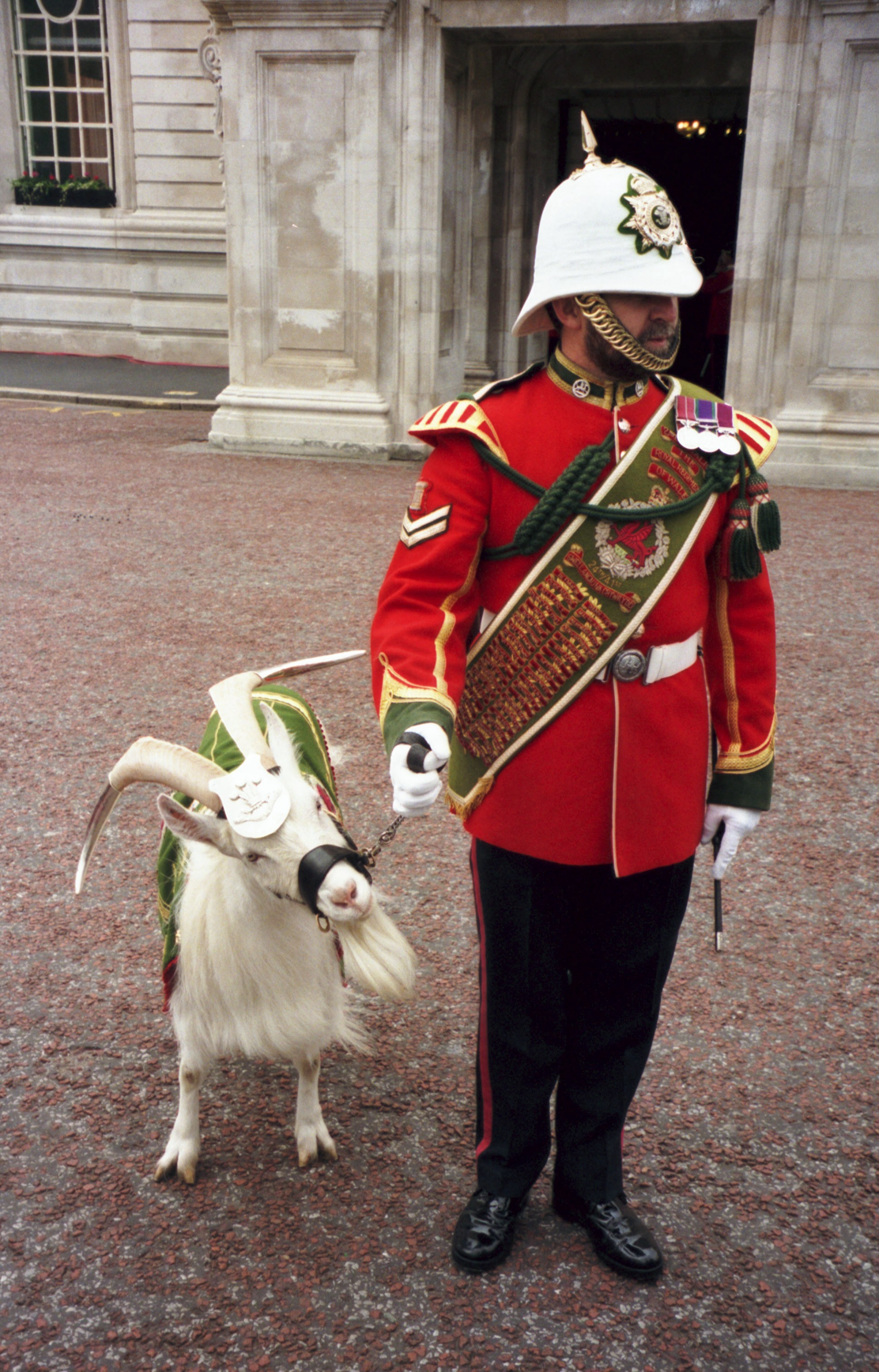
ロイヤル・ウェールズ連隊(Royal Regiment of Wales)軍楽隊のゴートメジャー。初期型フォーリンサービスヘルメットを着用している。

ホームサービスヘルメットと同じ頃熱帯用防暑帽として生まれたピスヘルメットも、古いタイプのピッケルハウベをデザインの模範としていた。
イギリス軍ではピスヘルメットを海外勤務用に使用し、フォーリンサービスヘルメット（Foreign Service helmet）と呼ばれた。フォーリンサービスヘルメットにはホームサービスヘルメットのように頭頂部にスパイク、前部に帽章が付いたものもあった。カーキ色の布を被せたものは、その頃盛んに行なわれた植民地戦争に戦闘帽として使用され、白色の布を被せたものは酷暑地域の正装用として使用された。現在では、軍楽隊の役職者や海兵隊が白色のものを正装用として着用している。
ピスヘルメットはその後、ウーズレーパターン、インディアパターン、フレンチ等の使いやすく改良されたものが生まれたため、民間にも広く普及した。この改良型は20世紀の戦争にも適応出来るものであり、ウーズレー型が第一次世界大戦から、インディアタイプやフレンチタイプが第二次世界大戦から使用されている。
ピスヘルメットは世界各国の軍隊にも採用され、ドイツ軍でも植民地警備部隊や海軍の防暑帽、第二次世界大戦では陸軍のアフリカ戦線用として使用された。現在でも軍・民問わず広く使用されている。軍隊や警察で使用されるピスヘルメットにも、フォーリンサービスヘルメットと同様にスパイクや帽章が付いたものがある。

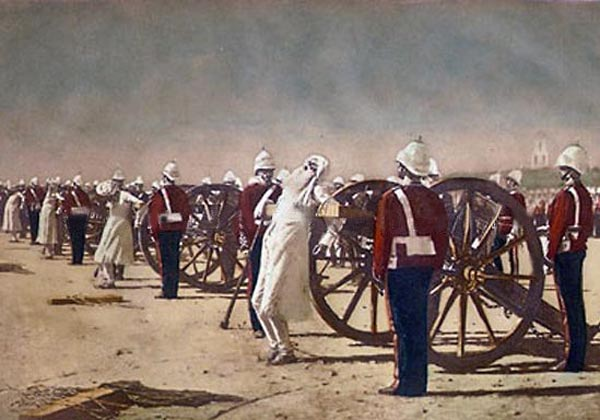
インドにおけるイギリス砲兵。
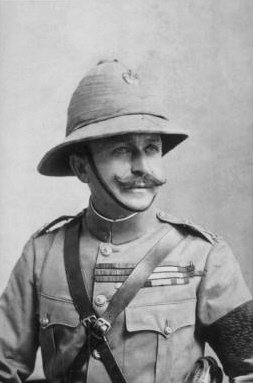
ウーズレーパターンのフォーリンサービスヘルメット
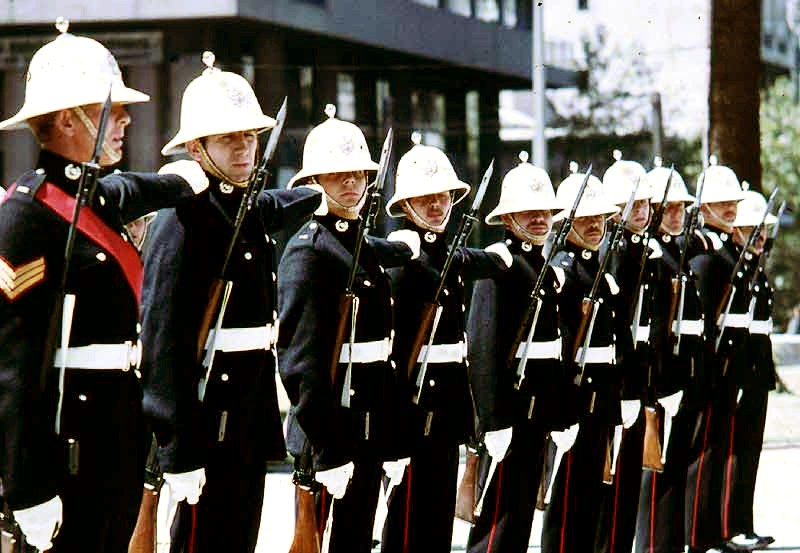
海兵隊のウーズレーパターンフォーリンサービスヘルメット
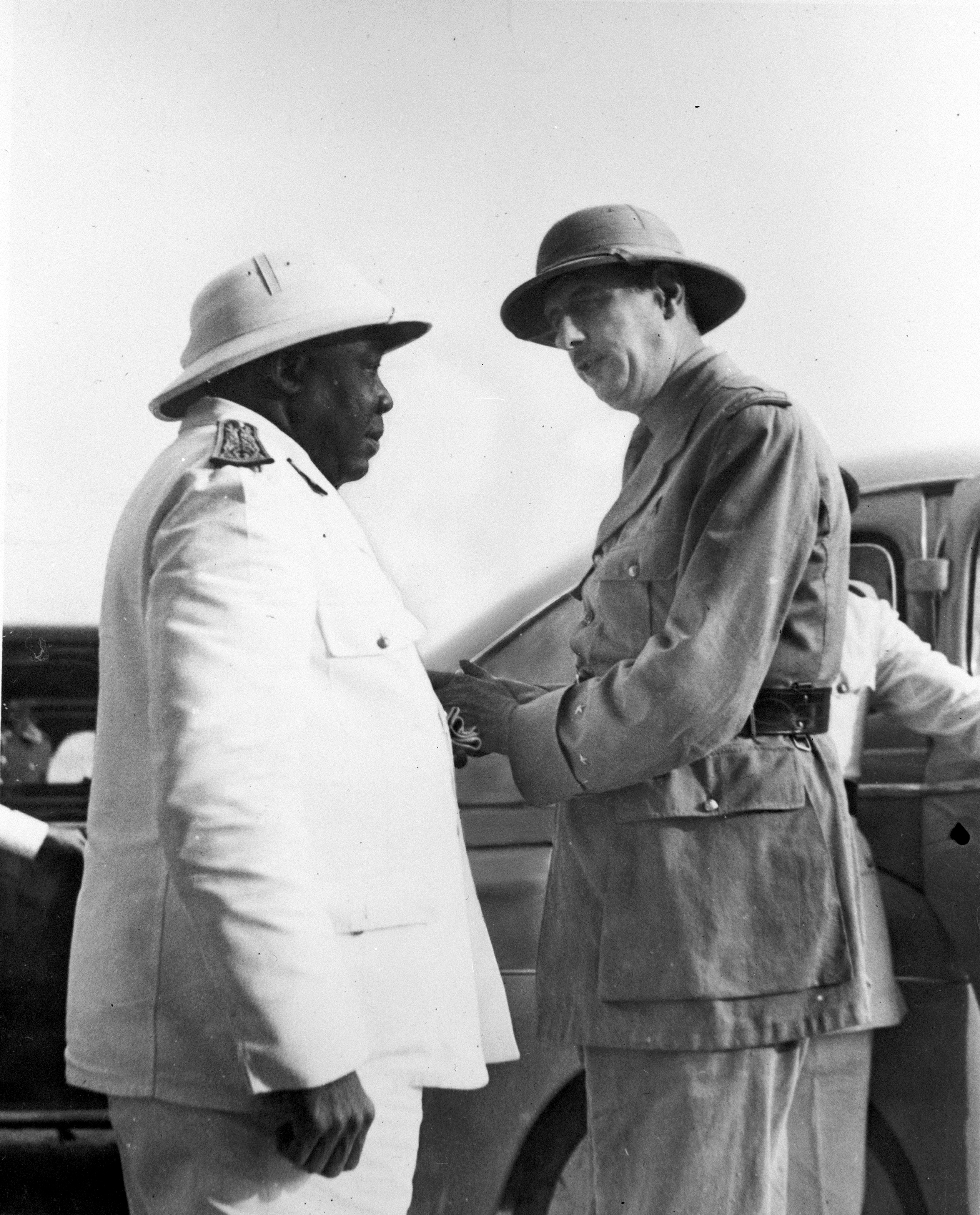
フランス植民地におけるピスヘルメット
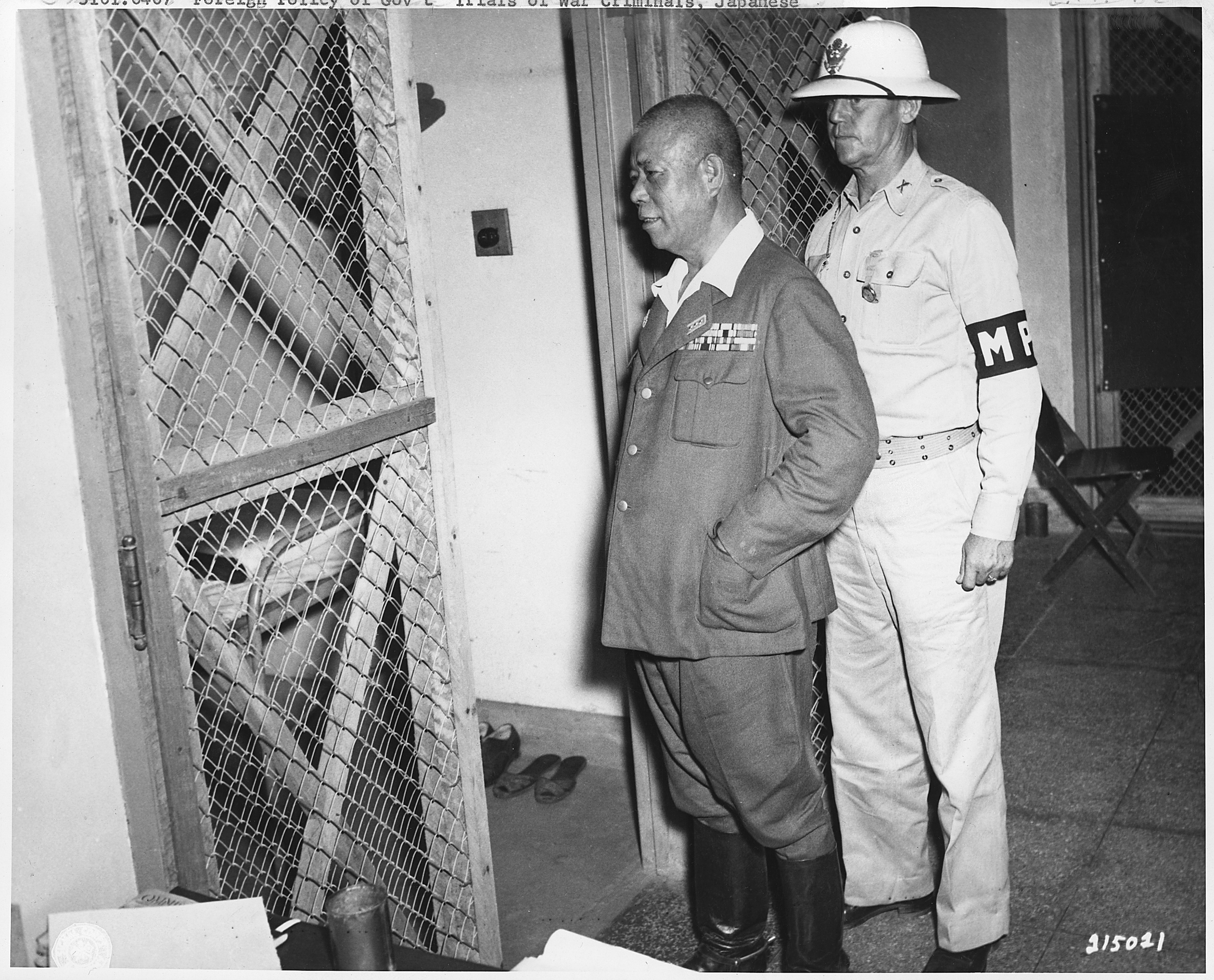
山下奉文大将に付き添う米軍憲兵。
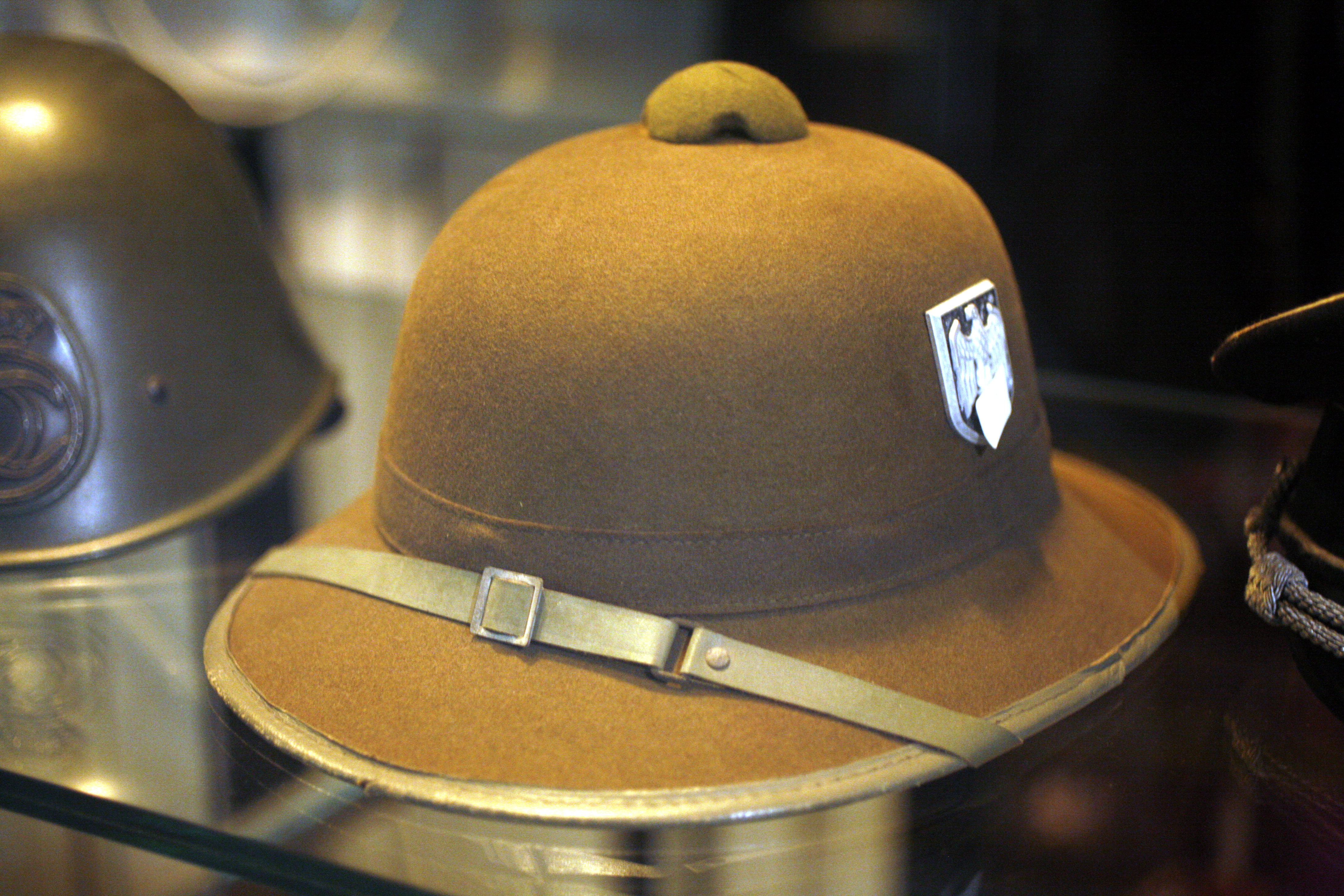
第二次世界大戦中のドイツ軍ピスヘルメット
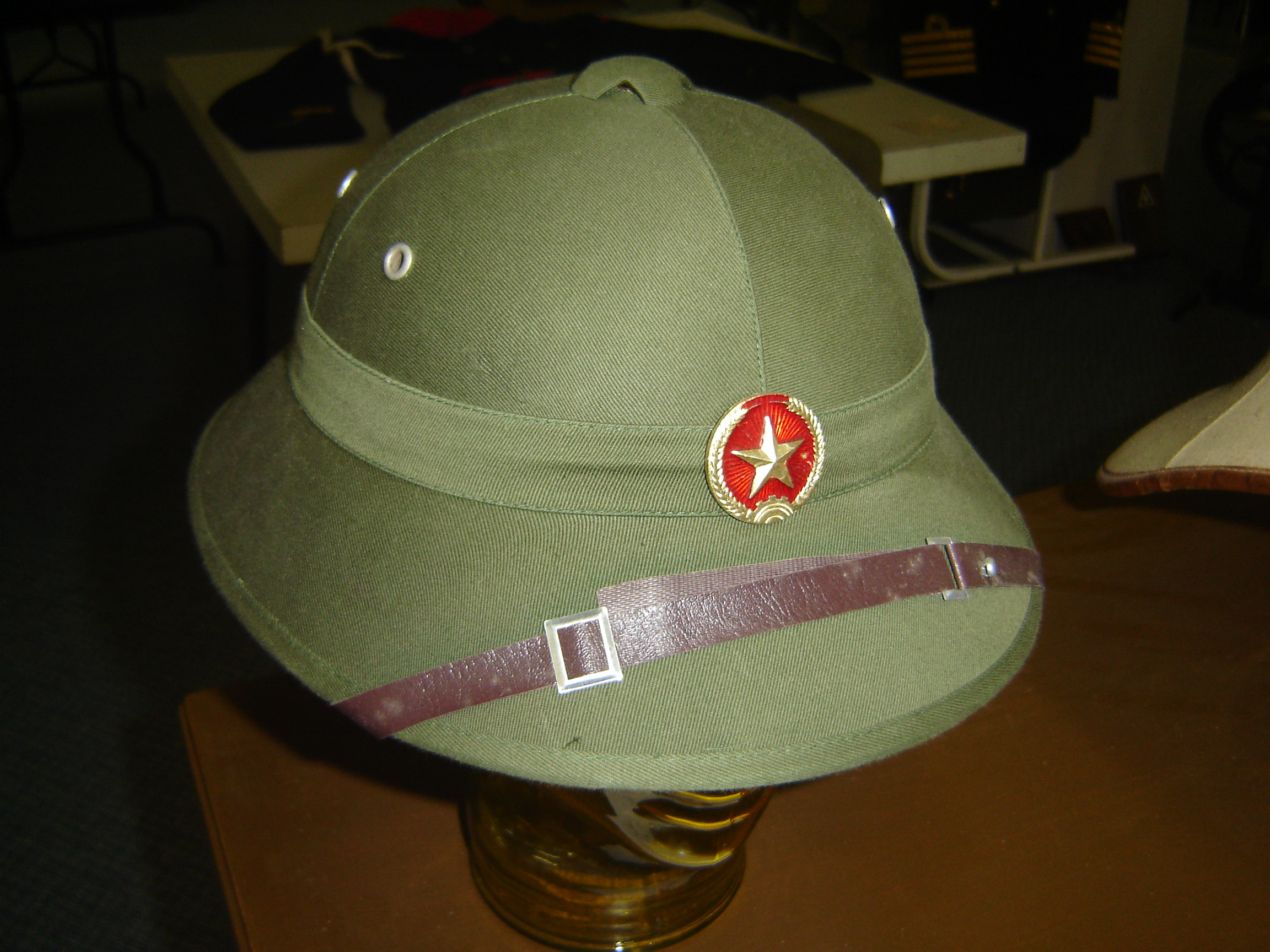
ベトナム軍のピスヘルメット

## 日本

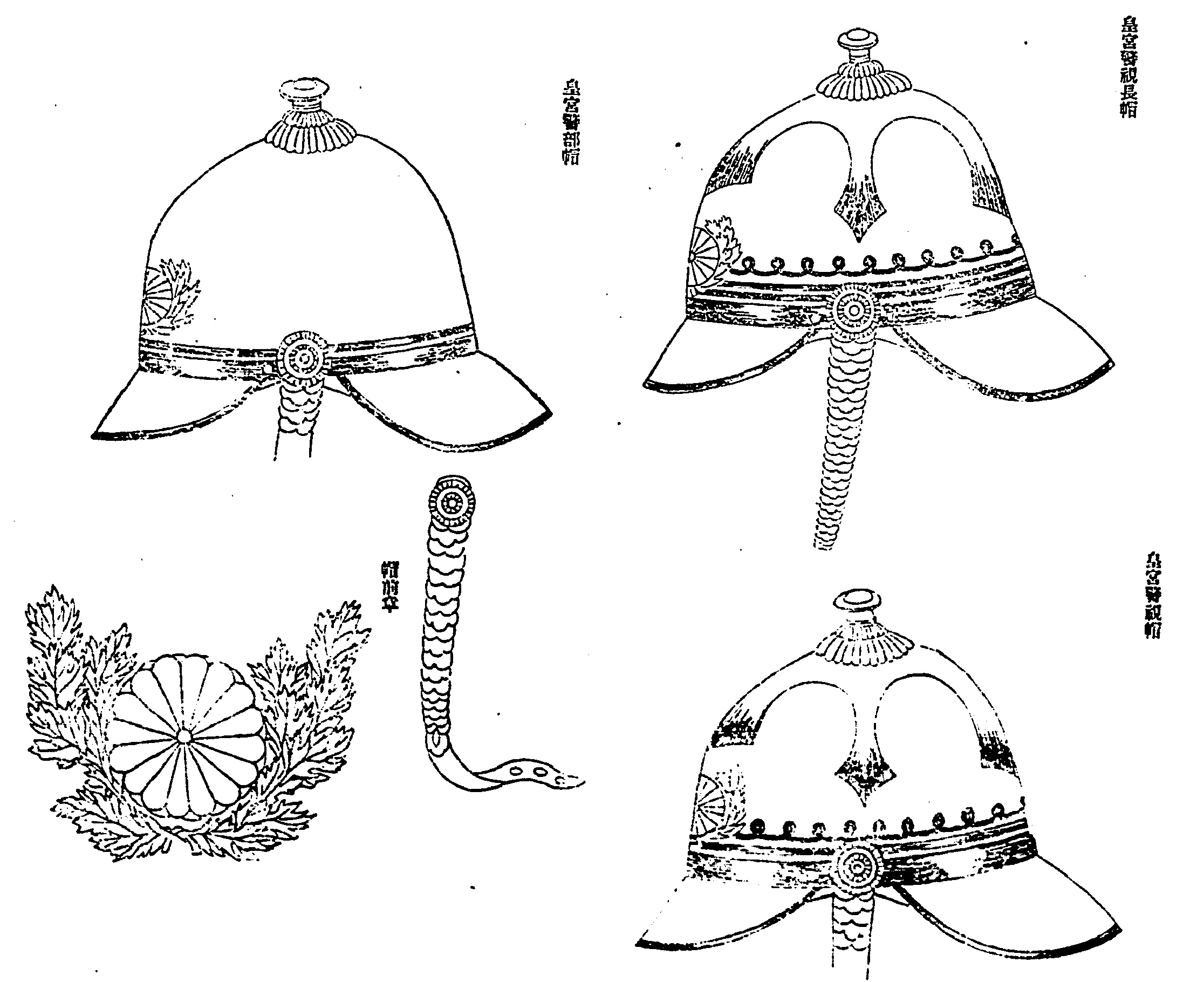
皇宮警察官正帽

戦前の皇宮警察官が正帽としてピッケルハウベを着用した。この正帽のスパイクは先端が尖っておらず、八幡座に似た飾りが載っていた。
ピスヘルメットは、初期のタイプが明治20年に海軍で夏略帽として採用されたが、大正3年に廃止された。陸軍では同じ大正3年に研究を始め、大正12年にフレンチタイプのピスヘルメットを防暑帽として採用した。また、海軍では廃止後も将校が私物のピスヘルメットを使用していた。
海上自衛隊の幹部用防暑帽はフレンチ或いはインディアパターンに近い型のピスヘルメットであり、現在も使用されている。

## 他の国
アジアでは、清朝新建陸軍や大韓帝国軍、満州国軍などが採用した。
現在でもスウェーデンの近衛連隊、ポルトガル共和国親衛隊、チリ陸軍の各級将校・士官学校生徒・下士官学校生徒と軍楽隊、コロンビアの大統領護衛大隊と士官学校、ベネズエラ及びエクアドルの士官学校でパレードや儀式の際ピッケルハウベを使用している。また、ヨルダン・ハシミテ王国の交通警察もピッケルハウベ型のものを使用している。ルーマニア保安隊騎馬部隊は白のプルームが付いた19世紀後半タイプのピッケルハウベを儀礼正装の際着用している。タイ王国軍の近衛部隊では、スパイクを付した白色のピスヘルメットのほか、正装用にボリュームのある房飾りを付して、ヨーロッパ諸国軍の毛皮帽に似た外観のピスヘルメットが用いられている。

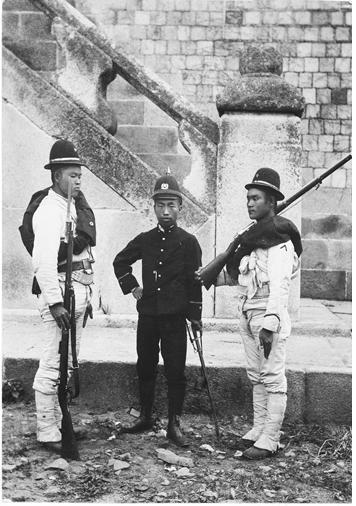
大韓帝国軍兵士
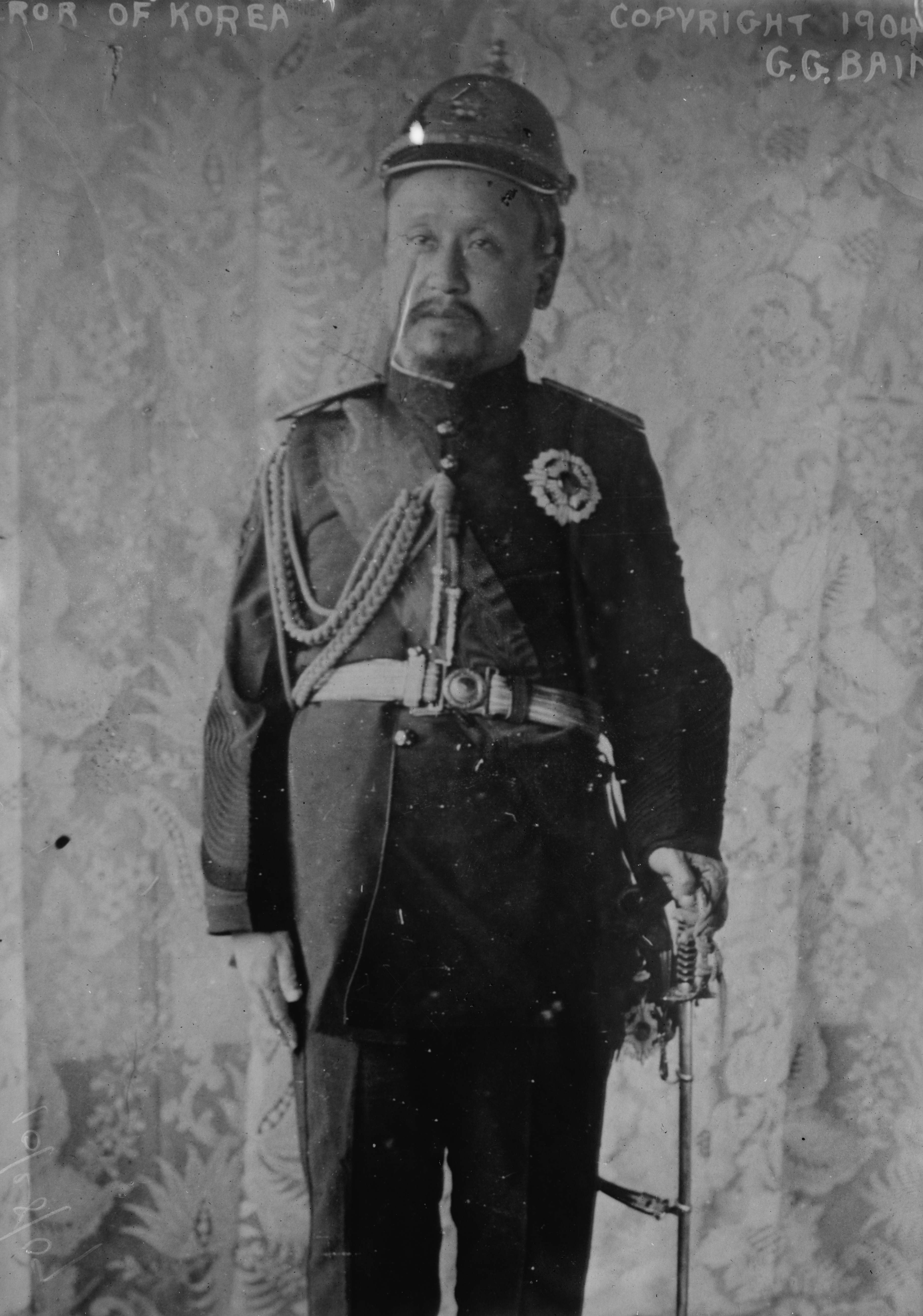
大韓帝国皇帝高宗
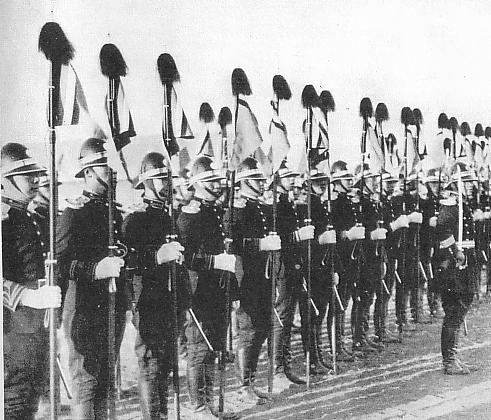
満州国軍儀仗隊
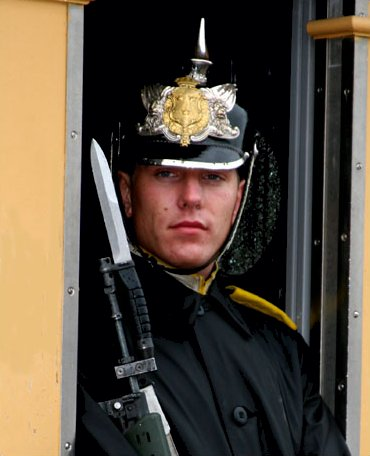
スウェーデン王室近衛兵
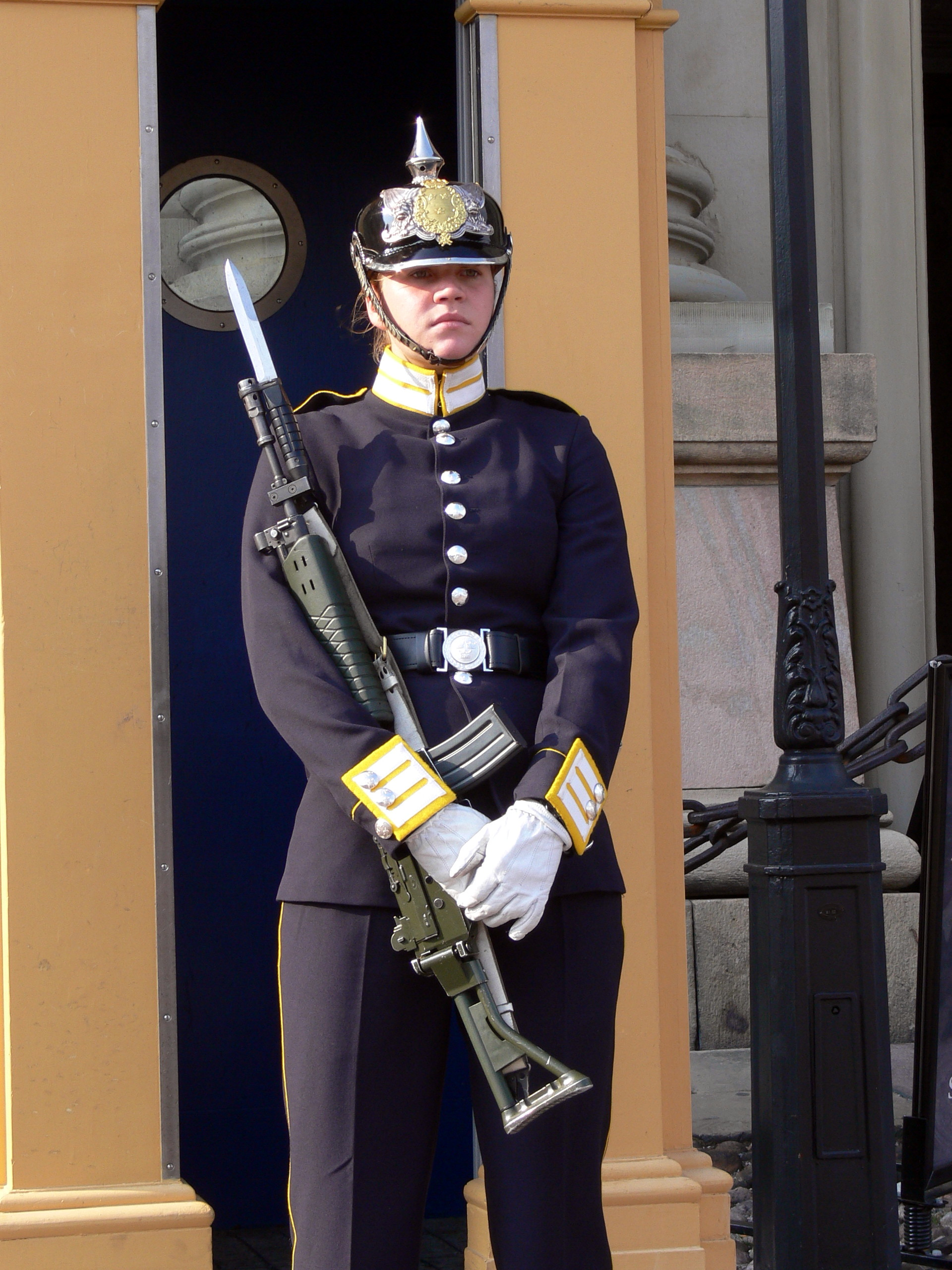
スウェーデン王室近衛兵
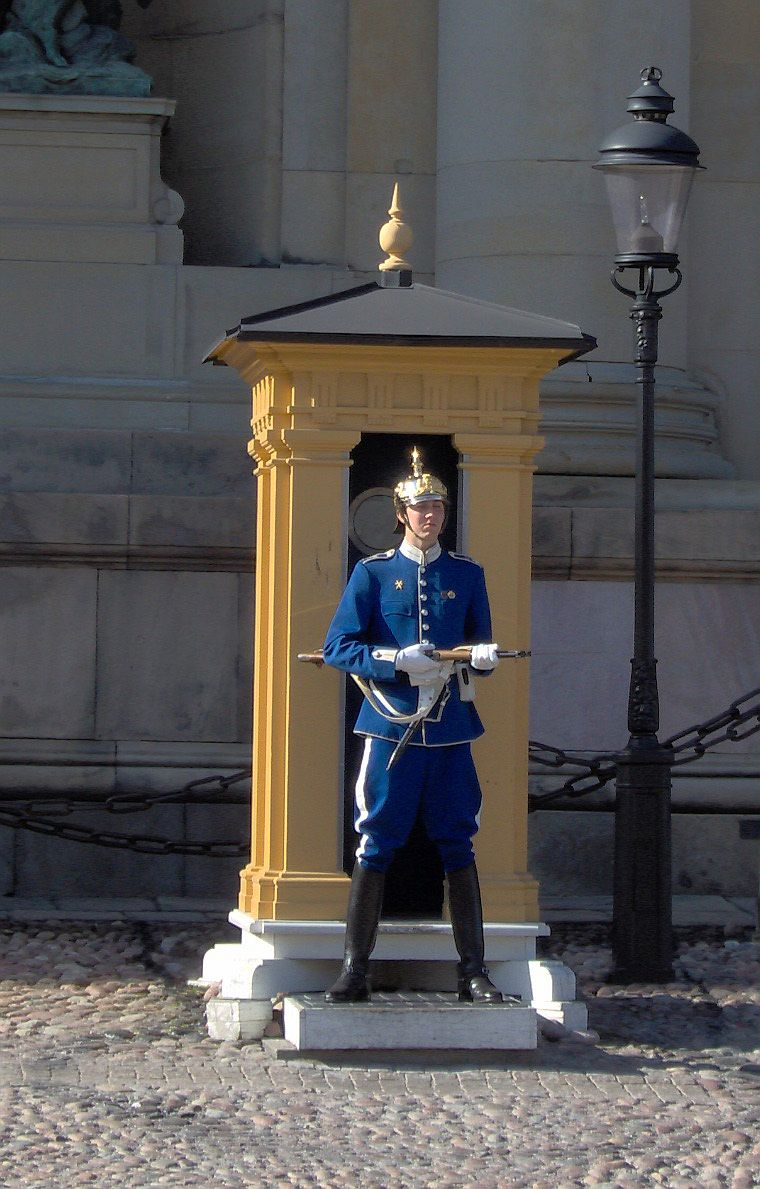
スウェーデン王室近衛竜騎兵
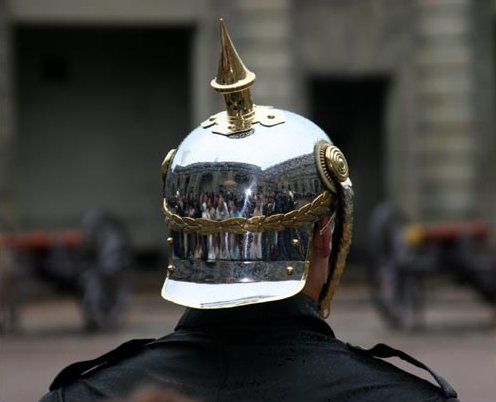
スウェーデン王室近衛竜騎兵
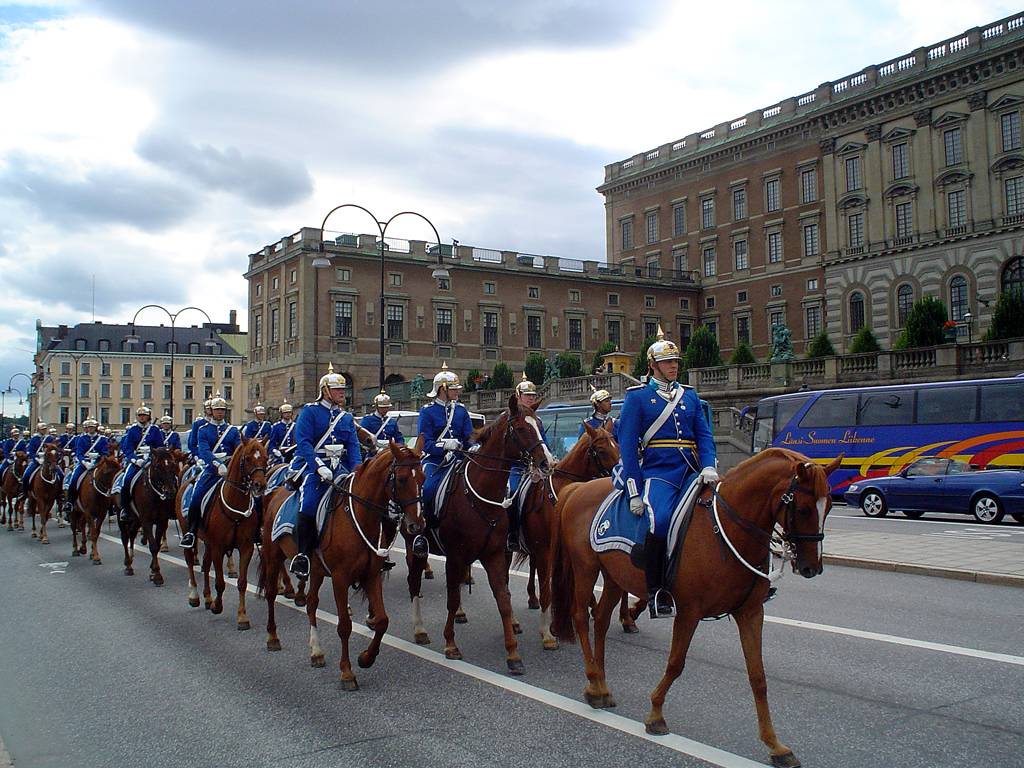
スウェーデン王室近衛兵
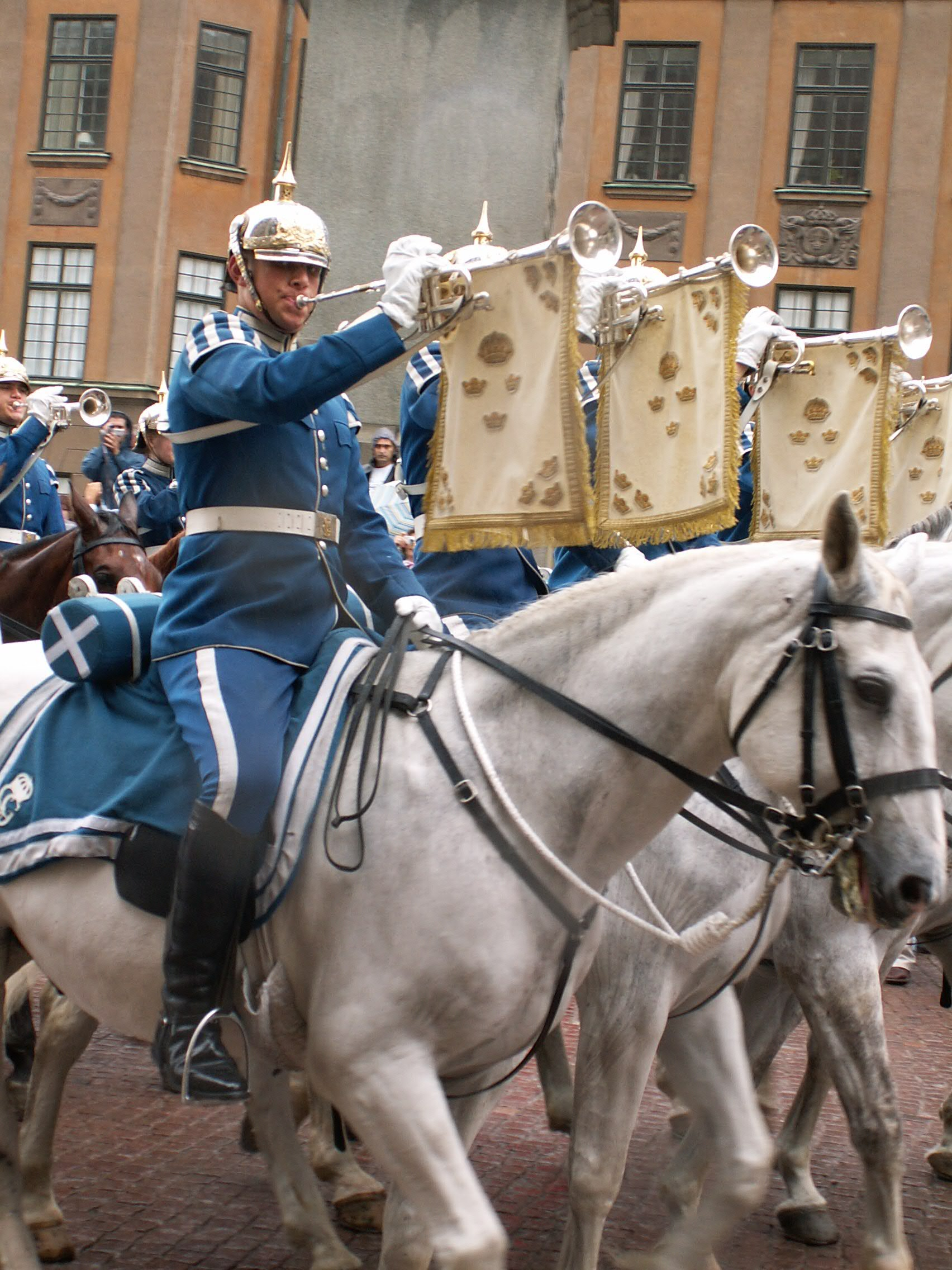
スウェーデン王室近衛兵騎馬軍楽隊
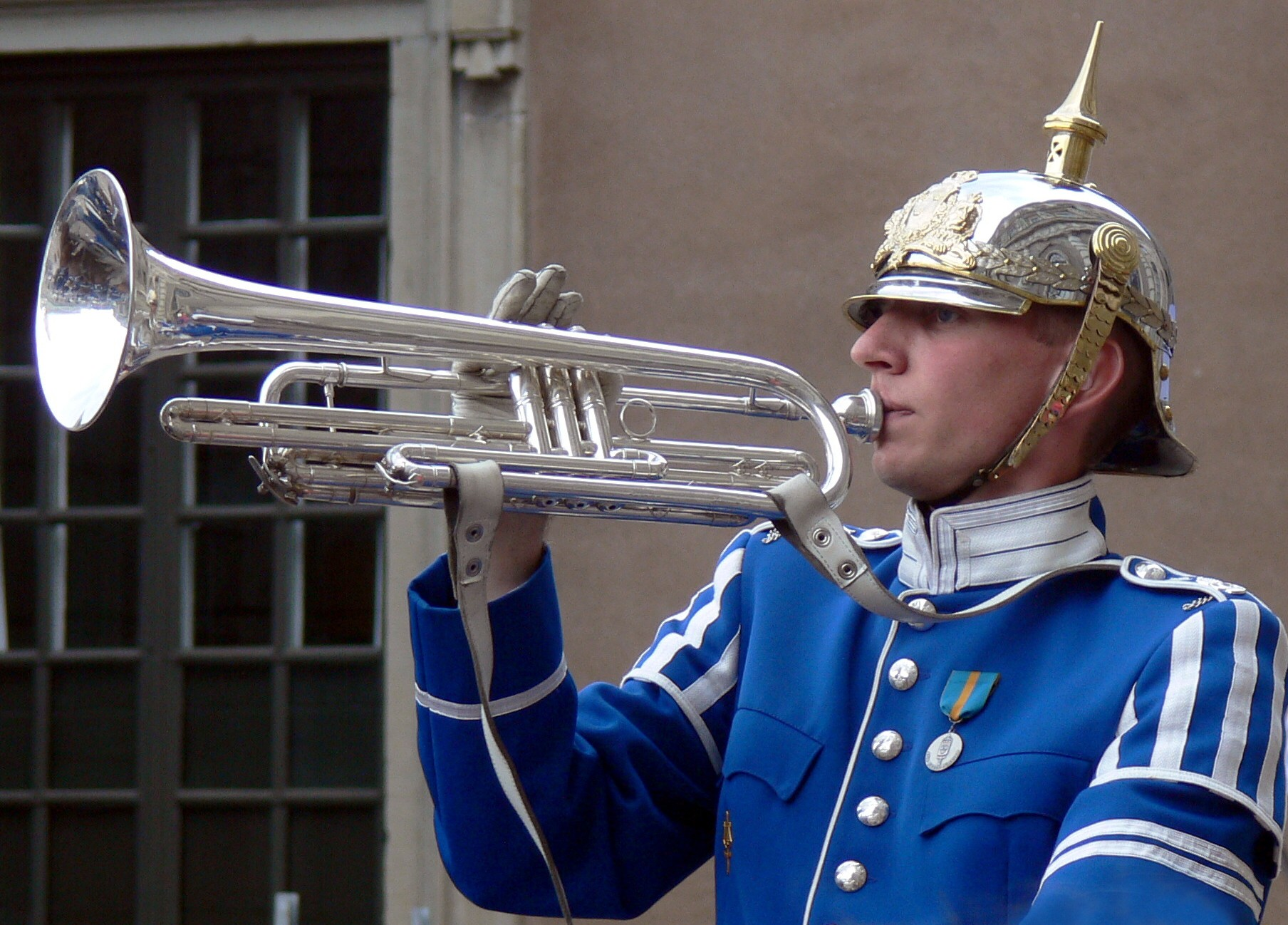
スウェーデン王室近衛兵騎馬軍楽隊
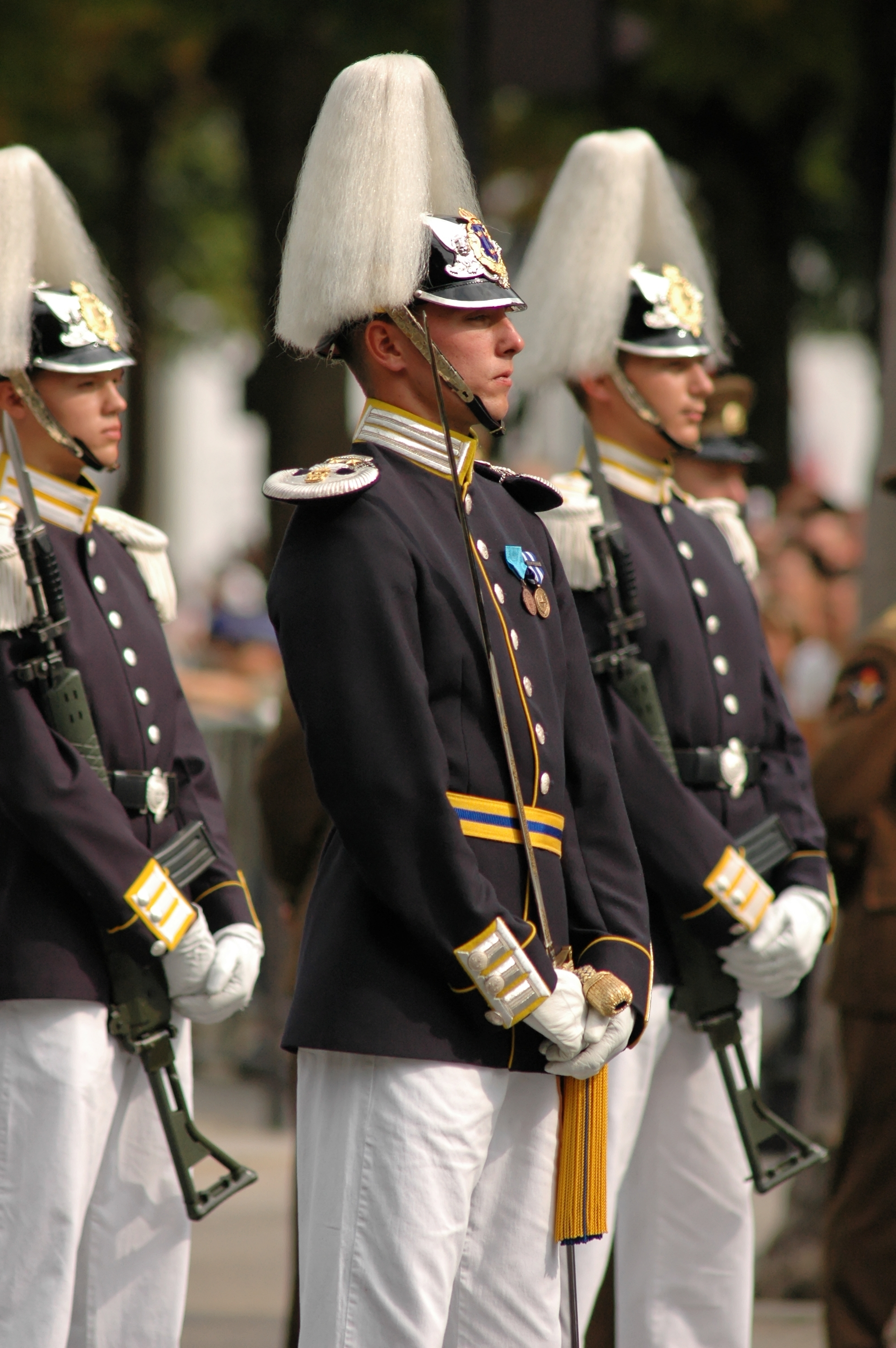
スウェーデン王室近衛兵
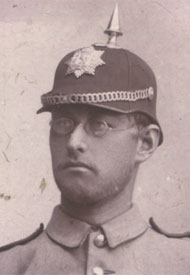
ノルウェー軍工兵
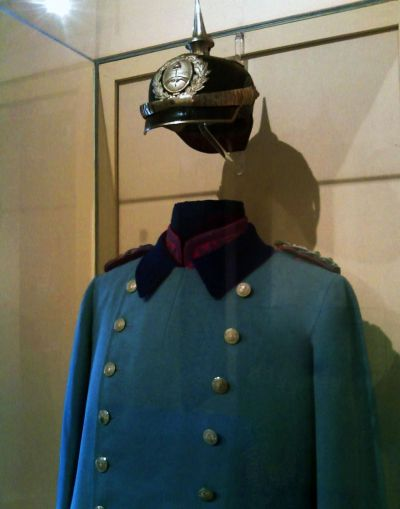
アルゼンチン軍将官のピッケルハウベとオーバーコート
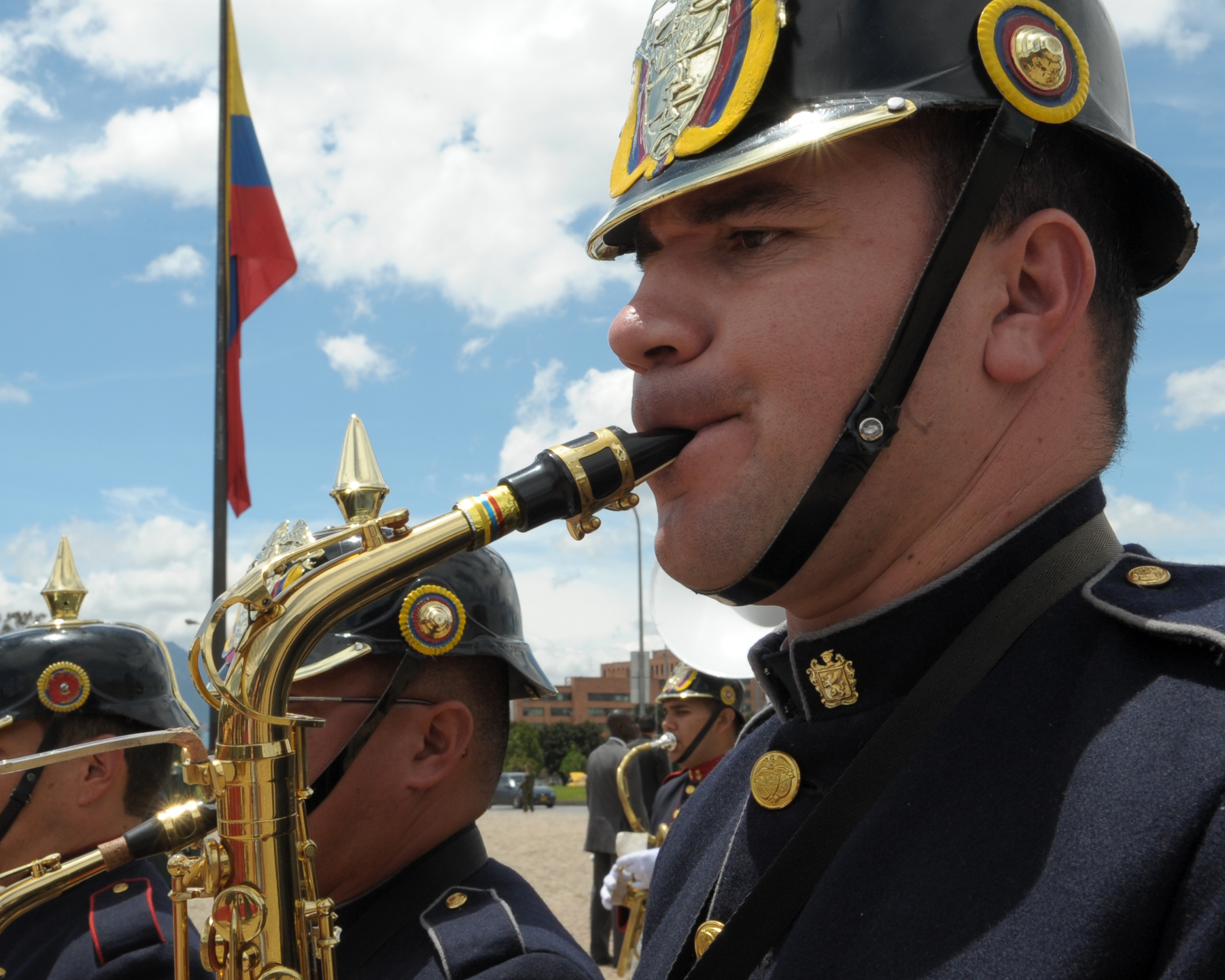
コロンビア軍の軍楽隊
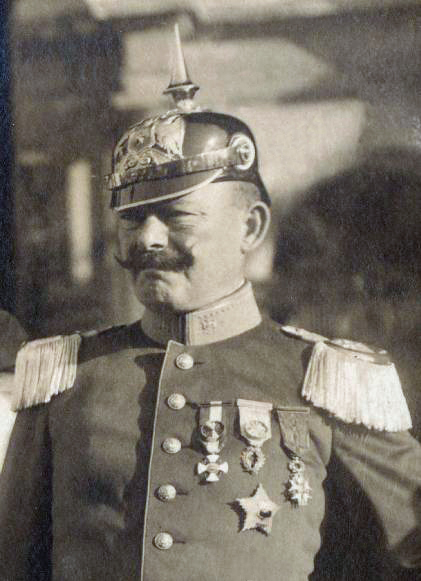
チリのペドロ・パブロ・ダルトネル将軍。
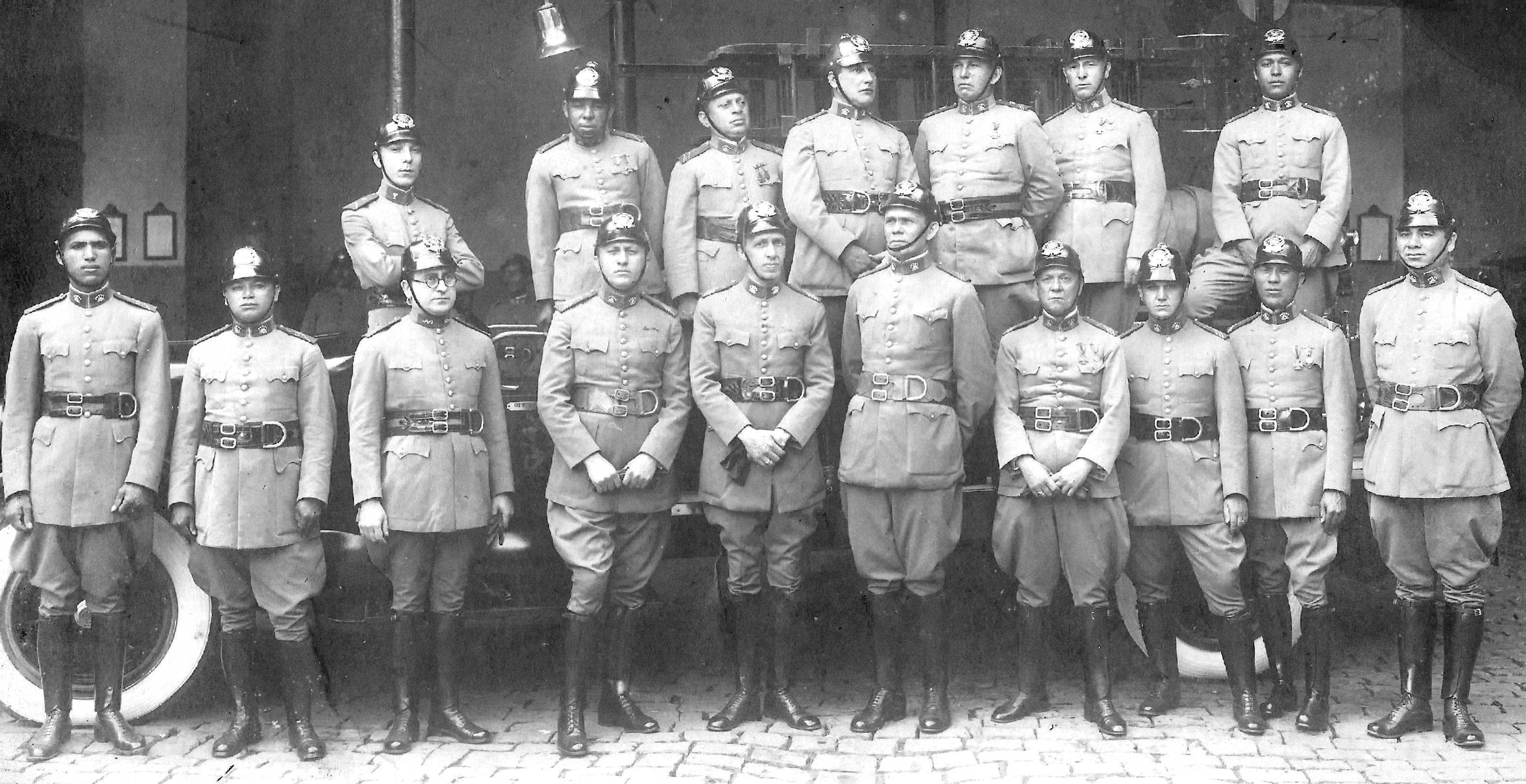
ブラジル・パラナ州軍警察消防隊（1923年）